# Arquitectura gótica catalana

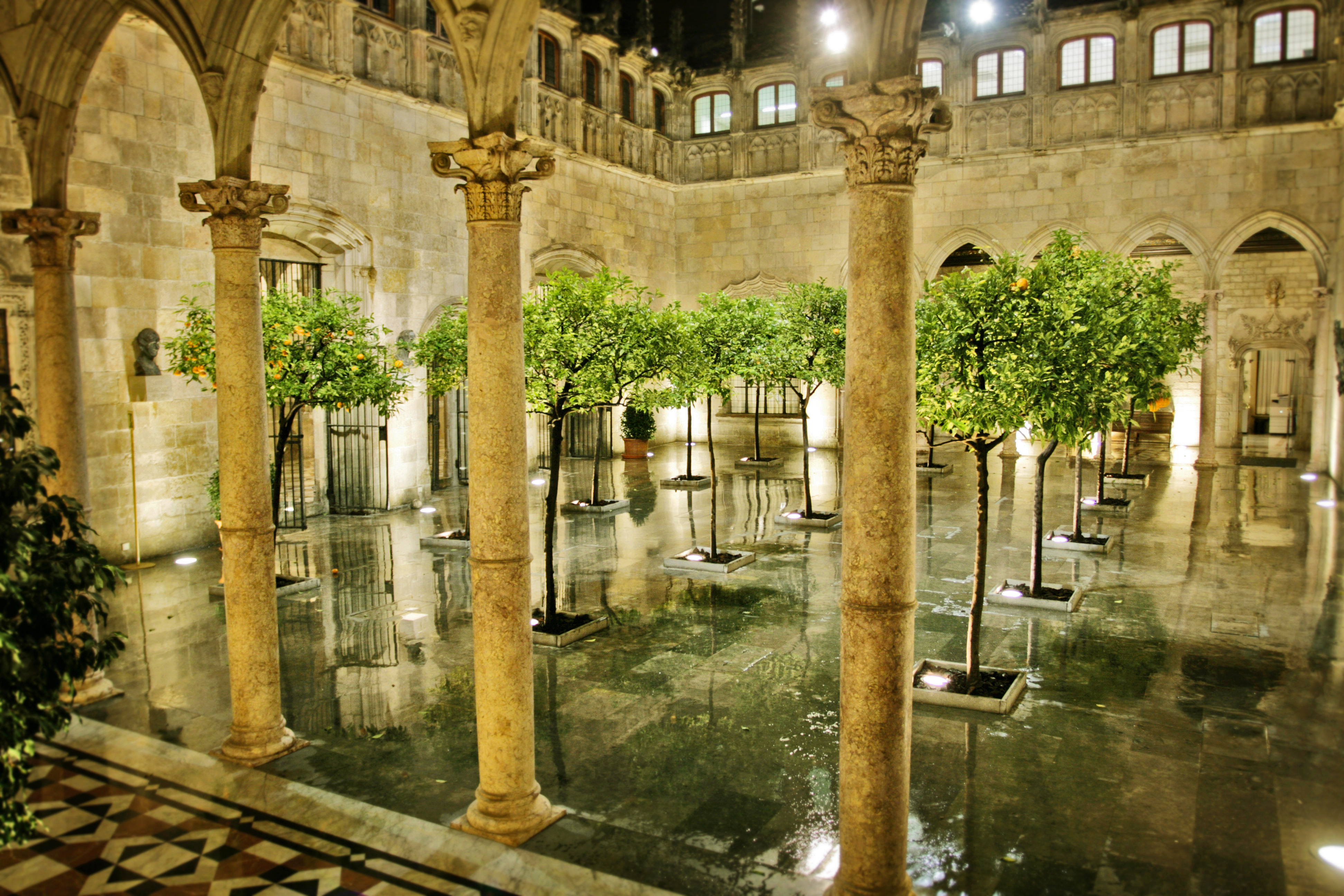
Patio de los Naranjos del Palacio de la Generalidad de Cataluña

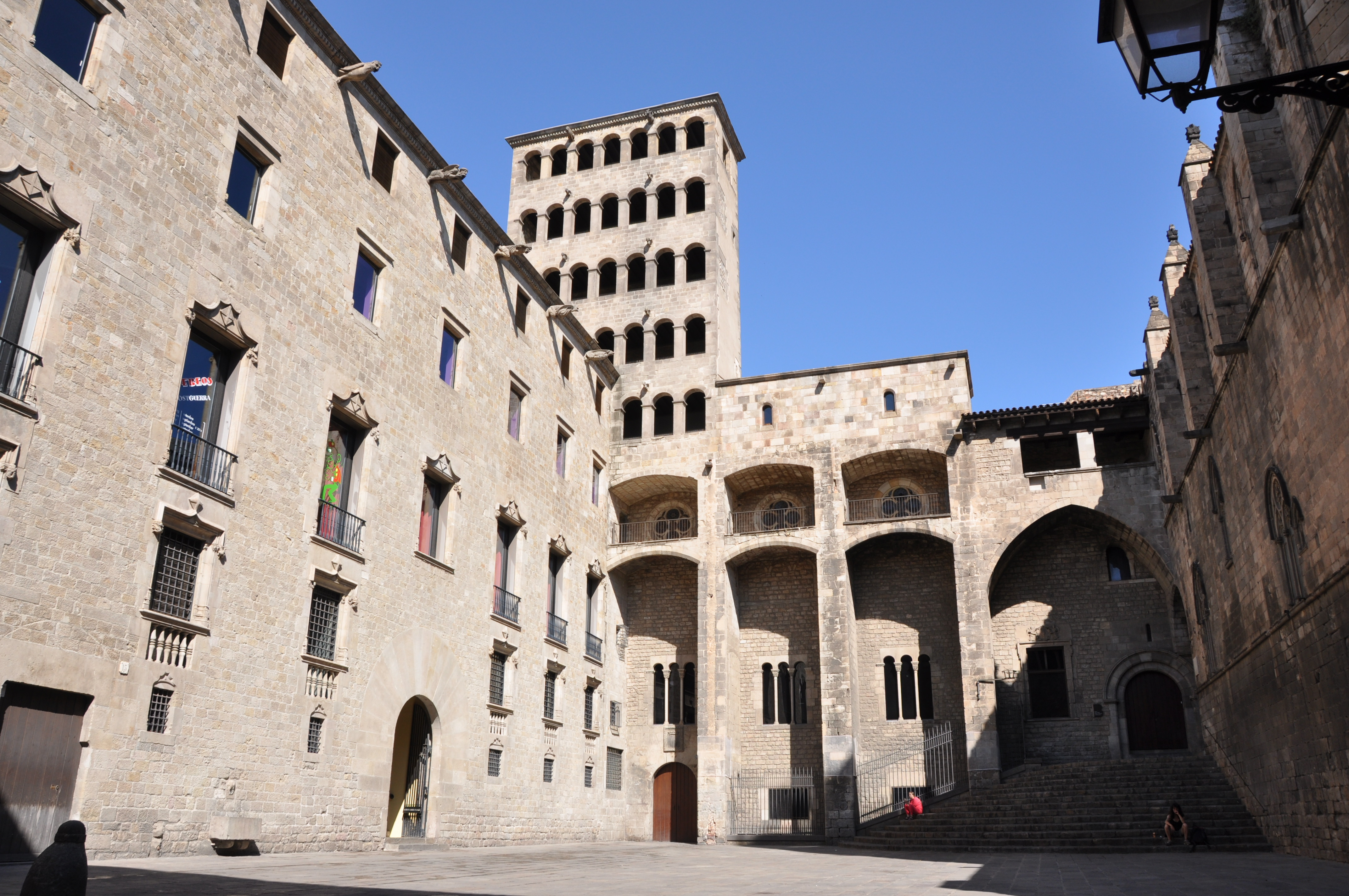
Palacio Real Mayor de Barcelona

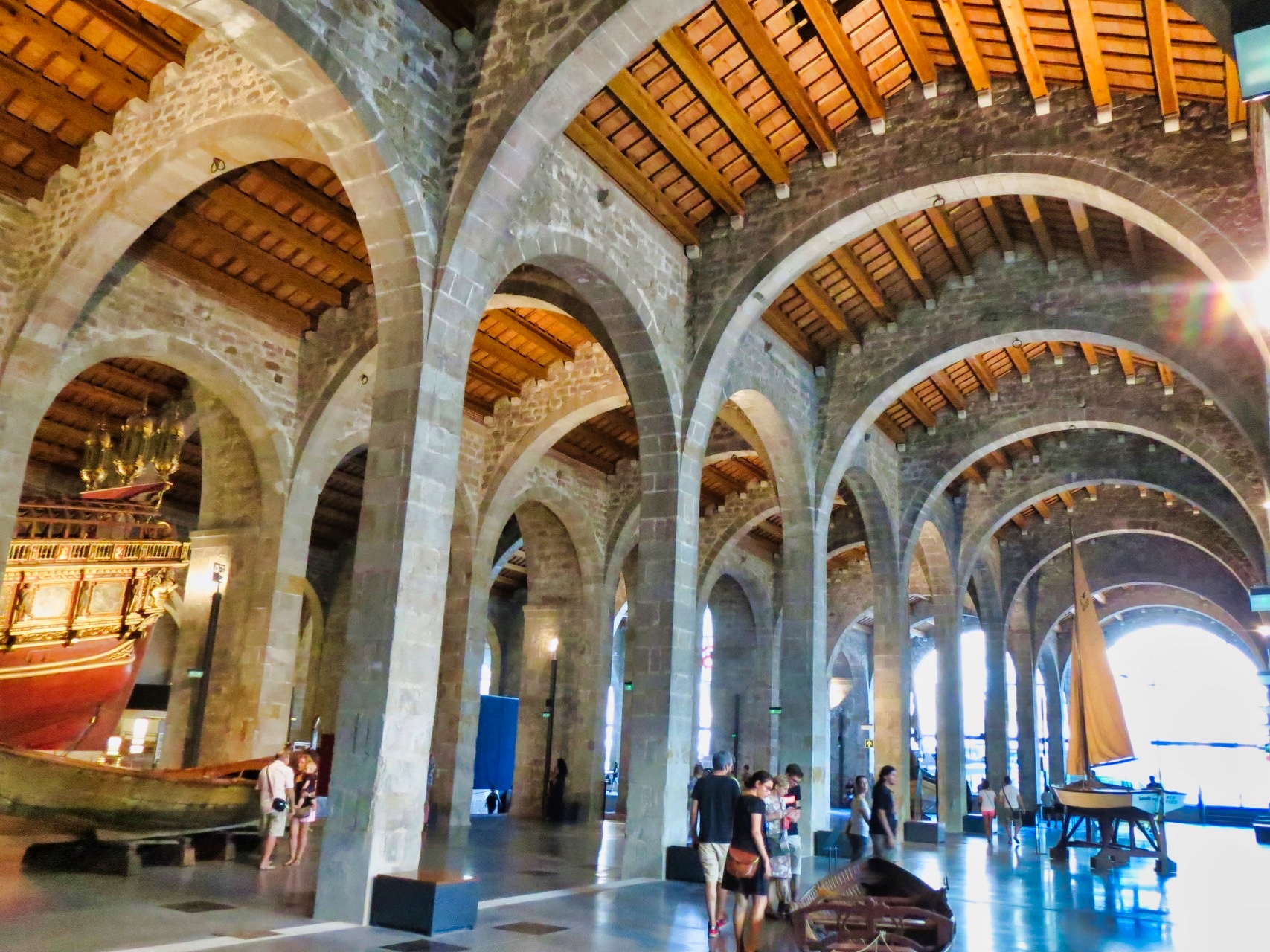
El Museo Marítimo de Barcelona, en las antiguas Atarazanas Reales

La arquitectura gótica catalana se incluye dentro del movimiento cultural conocido como arte gótico que, a su vez, surge en un contexto más amplio, llamado Renacimiento del siglo XII. Este estilo arquitectónico se extiende por un largo período de la Edad Media y varía de un lugar a otro, se desarrolla entre mitad del siglo XII e inicios del siglo XVI, marcando el fin del período medieval dando testimonio del enriquecimiento del territorio.
El primer ejemplo impulsor de esta nueva filosofía constructiva fue la reforma de la Basílica de Saint-Denis en la Isla de Francia, desde donde se extendió primero a todo el reino de Francia y luego (ya a mediados del siglo XIII), sobre todo por la difusión del arte cisterciense y el Camino de Santiago, por toda Europa, en un período conocido como el de las grandes catedrales. Cataluña vivió momentos de prosperidad y de importantes conquistas entre los siglos XII y XV. Las ciudades crecieron y, con su plenitud, llegó la fiebre constructiva.
La arquitectura sufre una profunda transformación, con formas más ligeras, más dinámicas, con un mejor análisis estructural que permite hacer edificios más estilizados, con más aberturas y, por tanto, mejor iluminación. Aparecen nuevas técnicas como el arco apuntado y la bóveda de crucería, y la utilización de contrafuertes y arbotantes para sostener la estructura, permitiendo interiores más amplios y decorados con vitrales y rosetones. La pintura deja de ser mural para pasar a retablos situados en los altares de las iglesias.
Fueron muchas las iglesias que se reconstruyeron o ampliaron. Se levantaron grandes catedrales —como las de Barcelona, Tarragona, Gerona, Manresa, Solsona, Ciudadela y Tortosa— y grandes iglesias —como Santa María del Mar y Santa María del Pino, en Barcelona; Santa María de Vilafranca del Panadés, Santa María de la Aurora, en Manresa, la del monasterio de Santa Maria de Pedralbes, etc.— Los templos tendieron a la unificación espacial, lo que se consiguió disponiendo una sola nave de mucha luz o bien con pilares esbeltos y delgados lo bastante separados como para no interrumpir la visión desde las naves laterales. No hay transeptos como tales, salvo en las iglesias de base templaria, que eligieron plantas en cruz griega. Las torres, normalmente una o dos, destacaban por ser prismas lisos de sección poligonal (6 u 8 lados). Los contrafuertes, además de arriostrar los muros, permitieron insertar las capillas, de manera que los alzados del edificio fueron continuos y visualmente lisos por fuera; además, cuando aparecen en la fachada principal, crean un rectángulo que enmarca la portada y a veces, un rosetón.
Durante la época gótica, no todo fueron edificios religiosos y también se desarrolló notablemente la arquitectura civil, sobre todo en palacios —Palacio Real Mayor, Palacio de la Generalidad— y equipamientos cívicos —Hospital de la Santa Cruz, Atarazanas Reales, Lonja y Casa de la Ciudad en Barcelona.—, fábricas, puentes y equipamientos militares. Los palacios, de mayor superficie en fachada el resto de viviendas, son característicos de los nuevos espacios burgueses del siglo XV como la calle Montcada en Barcelona. Se organizan en torno a un patio al que se accede a través de una portalada y contiene la escalera principal, a cielo abierto o semicerrada. En planta baja se encuentran las dependencias propias del negocio de los dueños, con el despacho en semiplanta, si lo hubiera. La planta primera o noble se reserva a la vivienda, cuyo salón principal, ricamente decorado, se adosa a la fachada, a veces ocupándola enteramente. Los siguientes pisos contienen los cuartos del servicio y dependencias secundarias. Algunos palacios tienen pequeñas torres desde las que observaban por encima de los tejados de la ciudad.

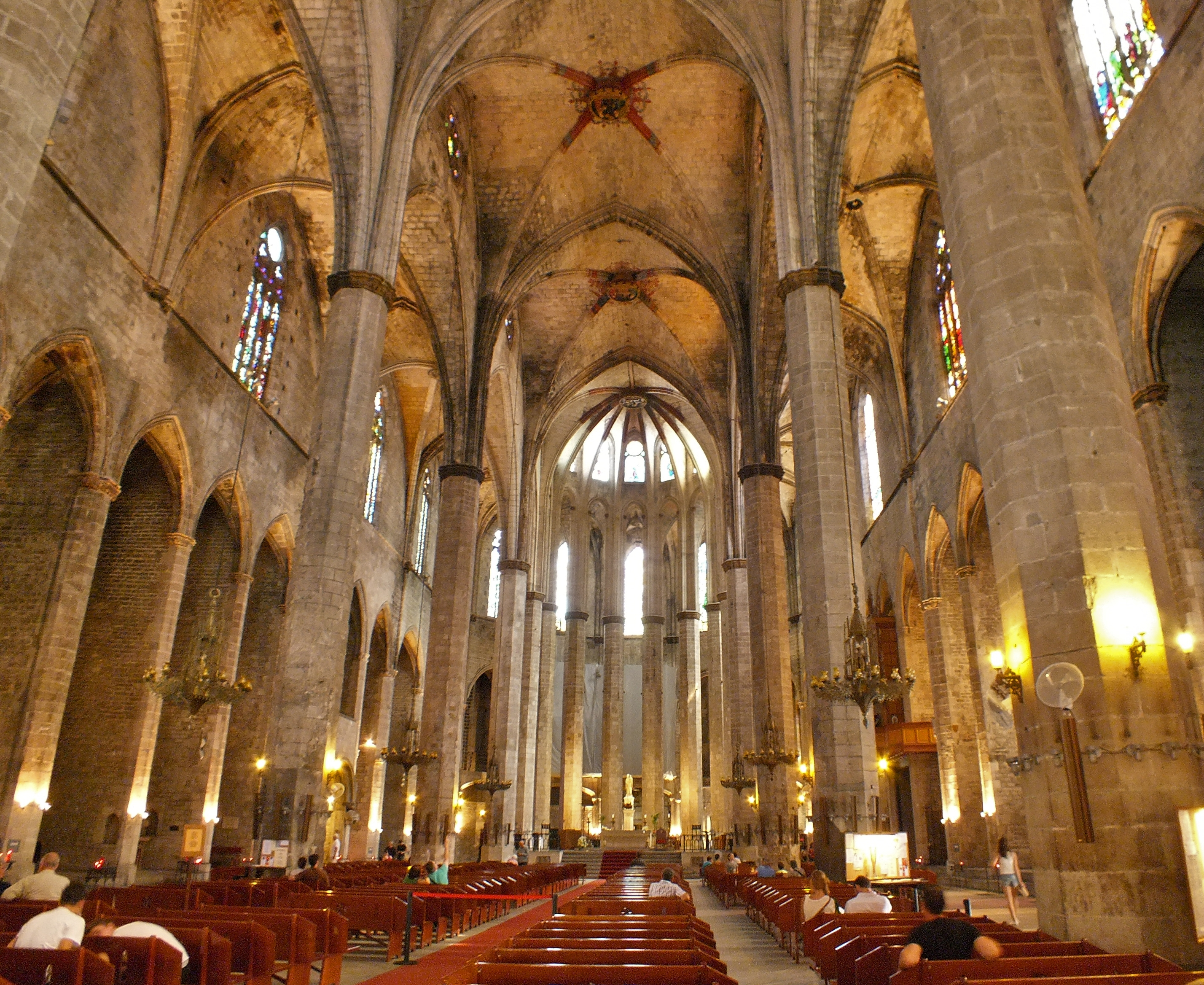
Interior de Santa Maria del Mar
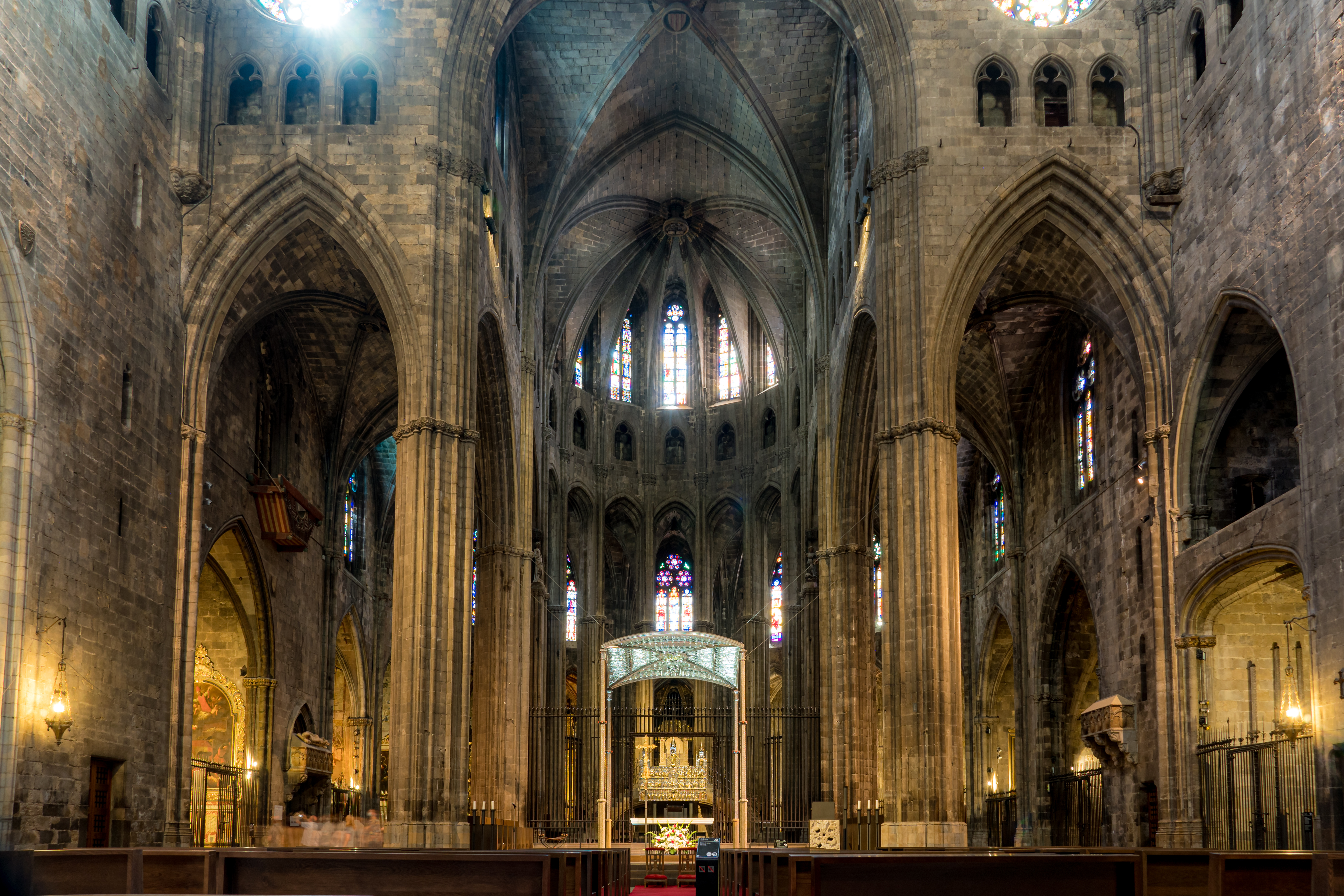
Interior de la nave central de la Catedral de Girona
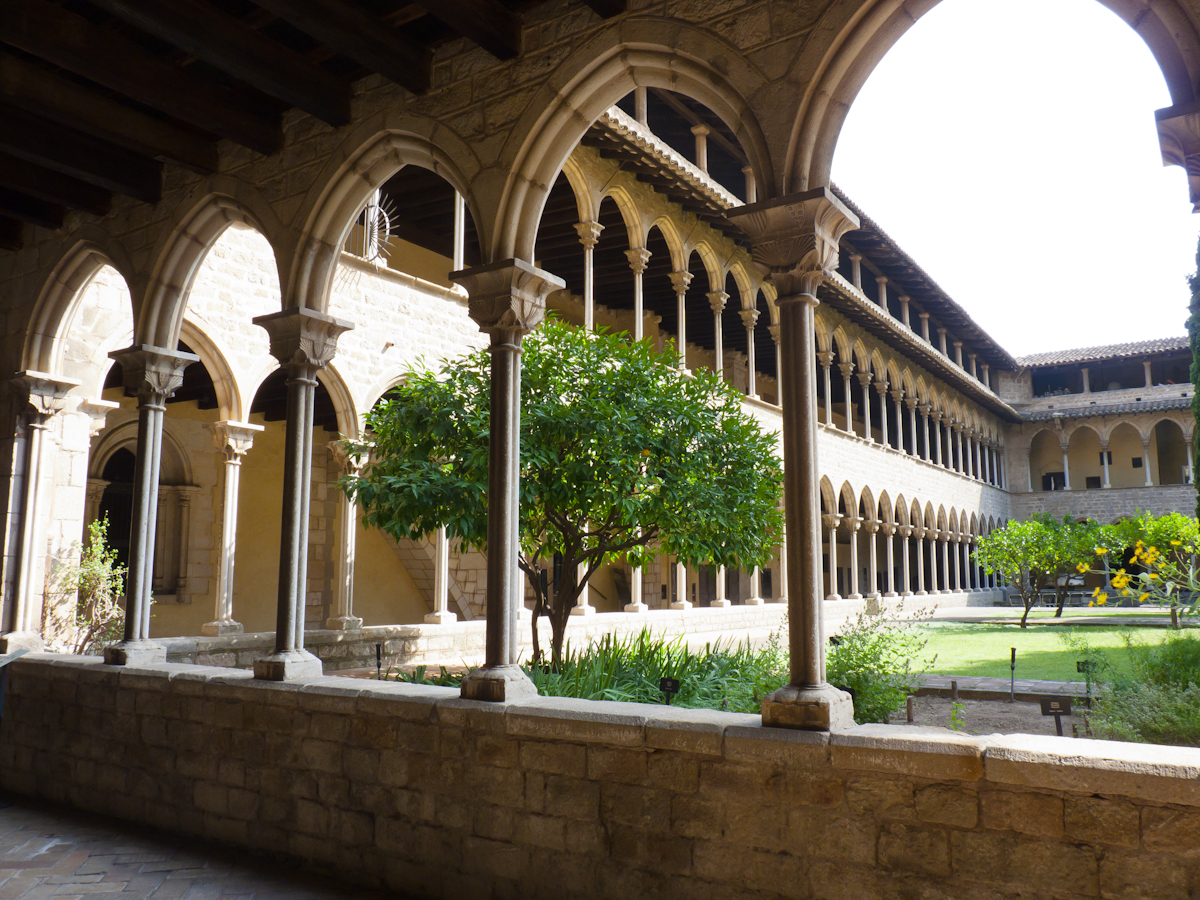
Claustro del Monasterio de Santa María de Pedralbes
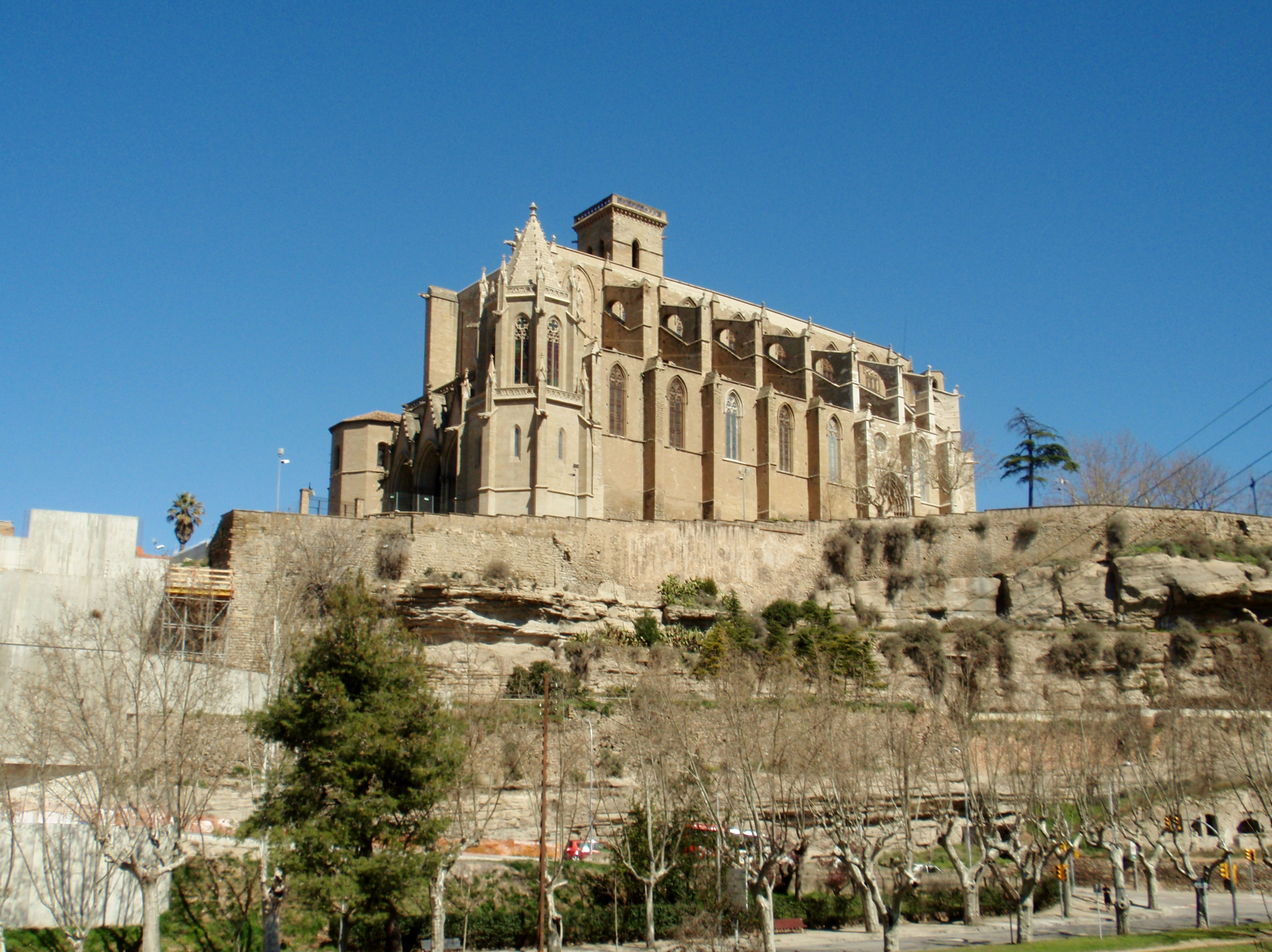
Colegiata Basílica de Santa María de la Aurora (1328-1425), en Manresa

## La conquista del territorio

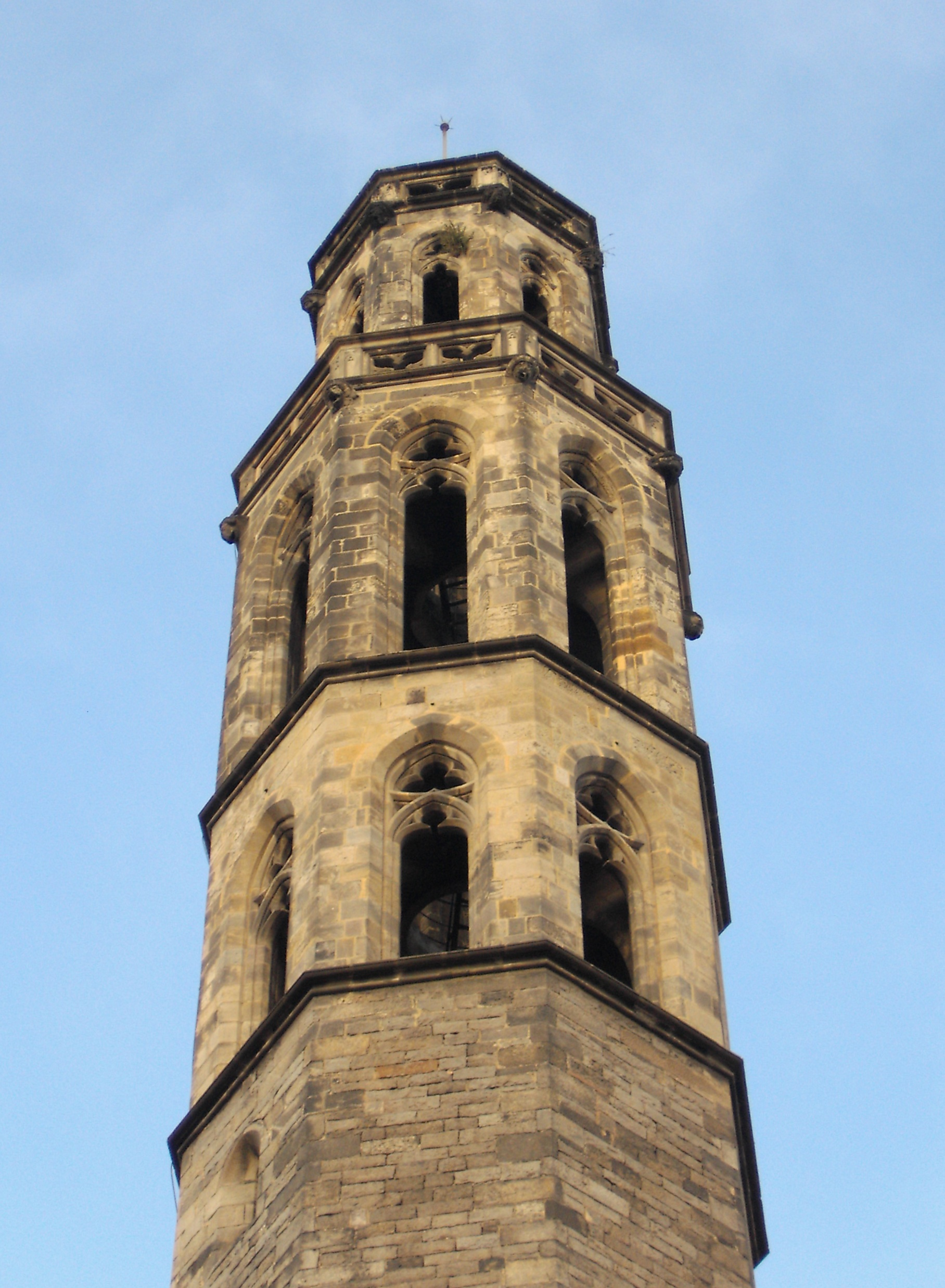
Campanario de Santa Maria del Mar

Entre los siglos XII y XV, los siglos del gótico, las ciudades catalanas registraron una extraordinaria expansión, reflejo de los momentos de prosperidad del país. Recuperada Tarragona en 1091, entre los años 1147 y 1154 se conquistaron las taifas de Tortosa, Lérida y Ciurana, restableciéndose las diócesis.
Tras el fracaso de la Orden del Císter para eliminar el catarismo, Domingo de Guzmán fundó la Orden de los Predicadores, que dirigió una dura persecución contra los cátaros llevada a cabo por la entonces fundada Inquisición (1184) y dirigida por los dominicos. Jaime el Conquistador, por el tratado de Corbeil puso fin definitivamente a la política de penetración y dominio de Occitania de los reyes de Aragón renunciando a los derechos sobre los territorios occitanos sobre los que su padre Pedro el Católico había perdido el dominio efectivo después de la cruzada albigense y la batalla de Muret. En el siglo XIII se conquistaron Mallorca (1229-1231), Valencia (1233-1245), Sicilia (1282-1294) y en el siglo XIV Cerdeña; los mercaderes catalanes llegaron a todos los rincones del Mediterráneo; la política del país se articuló en torno a la Corona de Aragón, y patriciado y burguesía urbana se consolidaron. La lengua catalana también alcanzó el máximo esplendor. En esa época, la arquitectura gótica catalana desarrolló un lenguaje original, perfectamente adaptado al medio natural y a las tradiciones culturales del país.
La conquista de nuevos territorios a los árabes, hacia mediados del siglo XII, donde inicialmente se reutilizaron edificios románicos, en el caso de Tarragona o mezquitas en Lérida y Tortosa para el culto, dio pie a diversas edificaciones en la llamada Cataluña Nueva, donde las órdenes mendicantes aplicaban planteamientos técnicos y conceptuales nuevos y más evolucionados respecto a los que habían arraigado en las comarcas del norte del país, la Cataluña Vieja, donde el arte románico todavía se encontraba en plenitud.
En estas edificaciones se hizo uso de la bóveda de crucería y se adoptó una estética donde es patente la influencia de la arquitectura cisterciense. De hecho, los grandes monasterios cistercienses de Poblet, Santes Creus y Vallbona de las Monjas son exponentes destacados de la superación del estilo románico. Sin embargo, todavía no se puede considerar plenamente gótica.

## Arquitectura religiosa

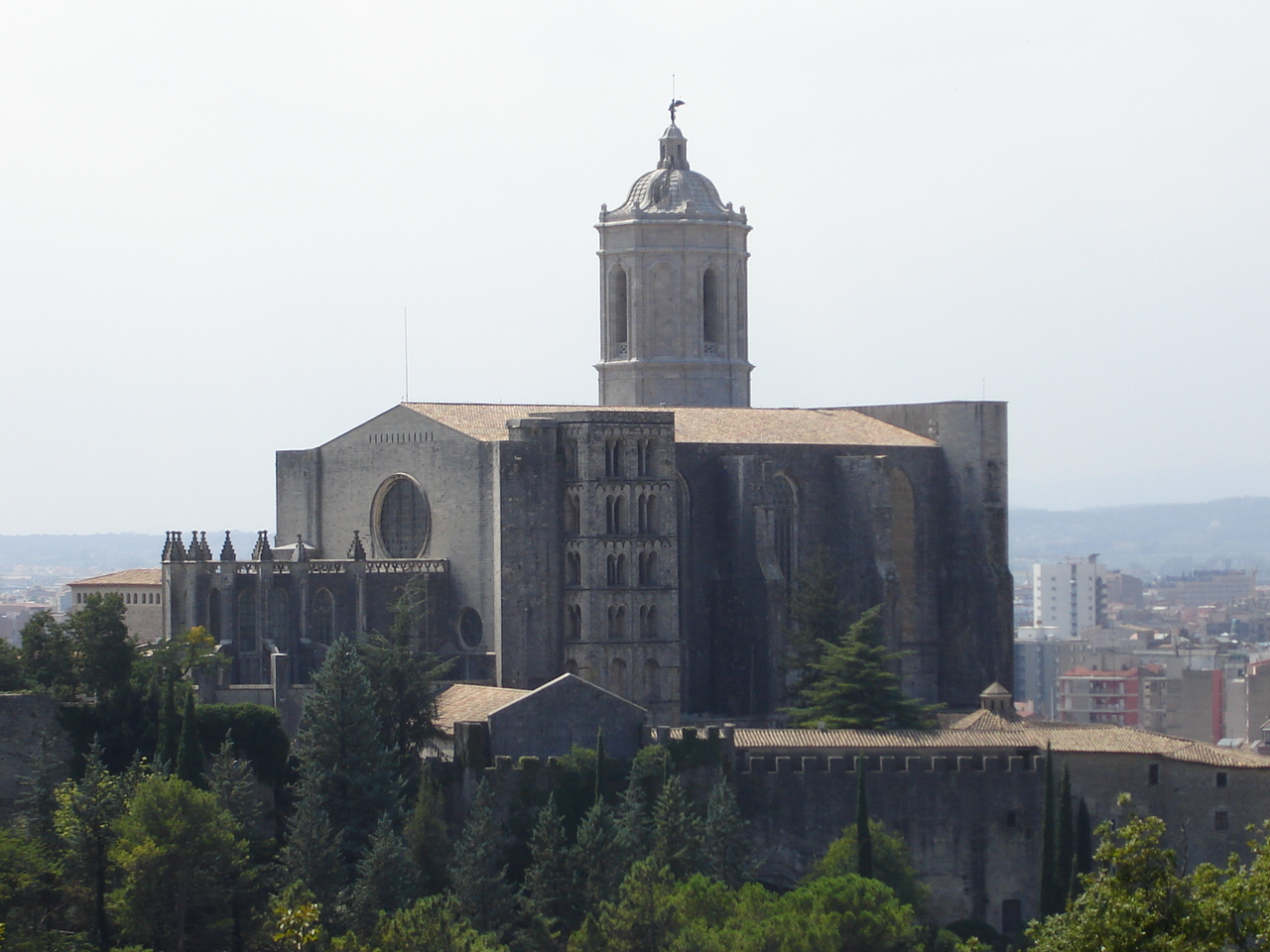
Catedral de Gerona

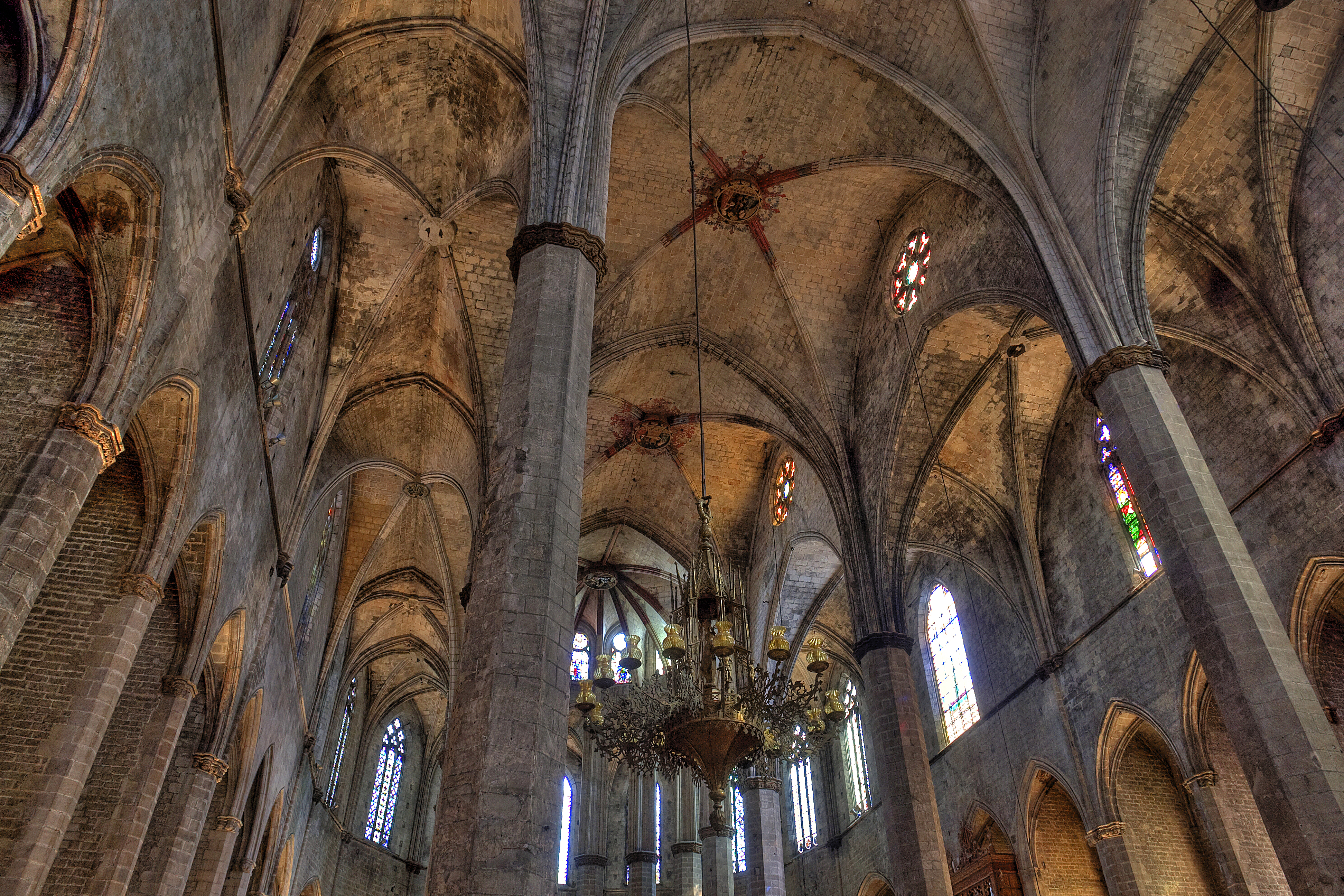
Nave de Santa María del Mar

Entre finales del siglo XII y principios del siglo XIII, Tarragona y Lérida emprendieron la construcción de las respectivas catedrales —Catedral de Tarragona y La Seo Vieja de Lérida —, unos edificios de grandes dimensiones que simbolizan la reconstrucción y pujanza de estas ciudades.
Las plantas son de tradición románica aunque se cubren con bóveda de crucería y arcos apuntados, que permiten ajustar la altura a diferencia del arco de medio punto, en la que la altura quedaba limitada por la luz del arco. En fases avanzadas de la construcción, a partir del fin del siglo XIII, las catedrales de Tarragona y Lérida ya incorporaron elementos representativos del estilo gótico de plenitud, patente, por ejemplo, en la fachada de la catedral de Tarragona o en el airoso campanario de la Seo Vieja de Lérida.
Durante el siglo XIII empezaron a llegar a las ciudades catalanas las llamadas órdenes mendicantes, principalmente franciscanos y dominicanos. Pero también otros, como los carmelitas o los mercedarios, o sea, la orden de la Merced, fundada en Barcelona en 1218 por san Pedro Nolasco. La arquitectura de las órdenes mendicantes, de la que se han perdido los edificios más importantes debido a las reformas urbanas del siglo XIX y otras afectaciones, responde al carisma específico de estas órdenes, que aspiraban a vivir un ideal de pobreza. La mayoría de iglesias de los mendicantes se cubrieron inicialmente con techos de madera soportados por arcos diafragma, que luego fueron sustituidos por bóvedas de piedra. Igualmente, en los claustros se tendía a utilizar material prefabricado. Por otra parte, las iglesias de los conventos mendicantes se caracterizaban por la amplitud de las naves, aptas para la predicación y acoger multitudes, así como por la presencia de numerosas capillas laterales, patrocinadas por particulares, familias, gremios o corporaciones.
Desaparecidos los grandes conventos barceloneses de San Francisco (franciscanos) y Santa Catalina (dominicos), así como los de los carmelitas y mercedarios, quedan como principales testimonios de la arquitectura de las órdenes mendicantes en tierras catalanas los conventos de Santo Domingo de Girona, Santo Domingo de Balaguer y San Francisco de Montblanc. Mención especial merece el monasterio de Santa Maria de Pedralbes, en Barcelona, de monjas clarisas (franciscanas). Se trata de una fundación real y constituye un precioso conjunto monástico que ha preservado a través de los tiempos, hasta la actualidad, la integridad original.

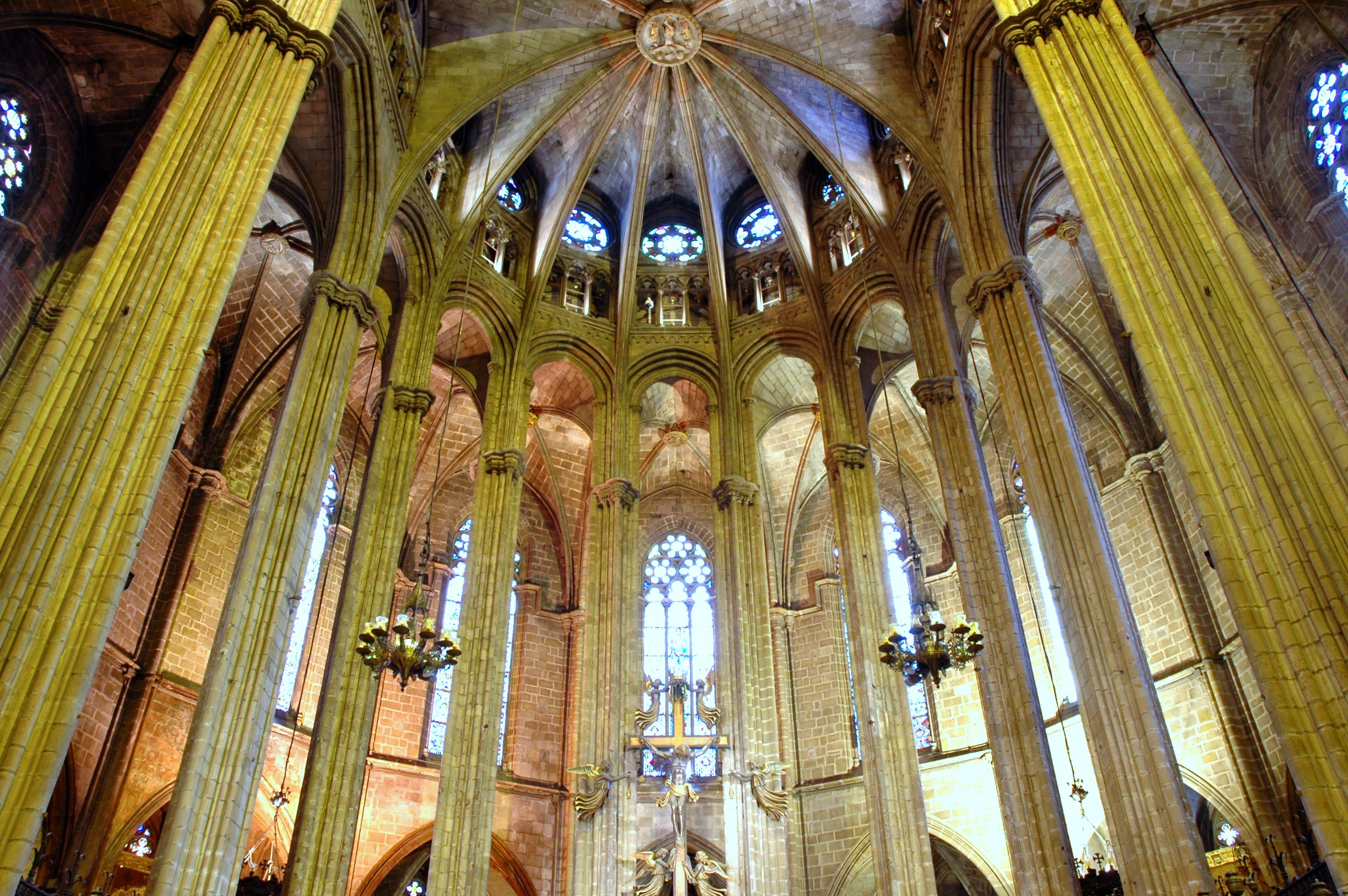
Catedral de Barcelona

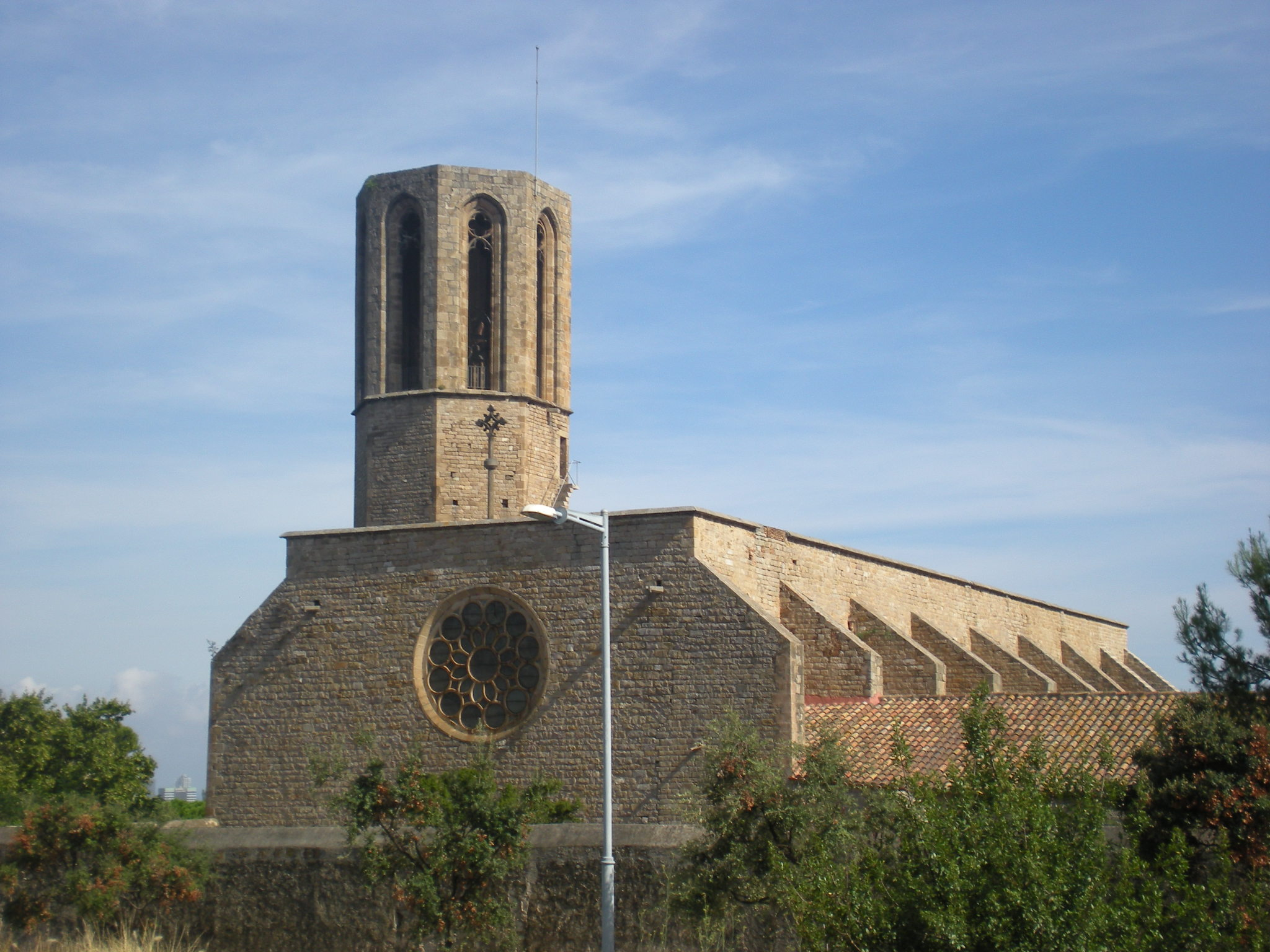
Campanario de la igleisa del monasterio de Santa Maria de Pedralbes

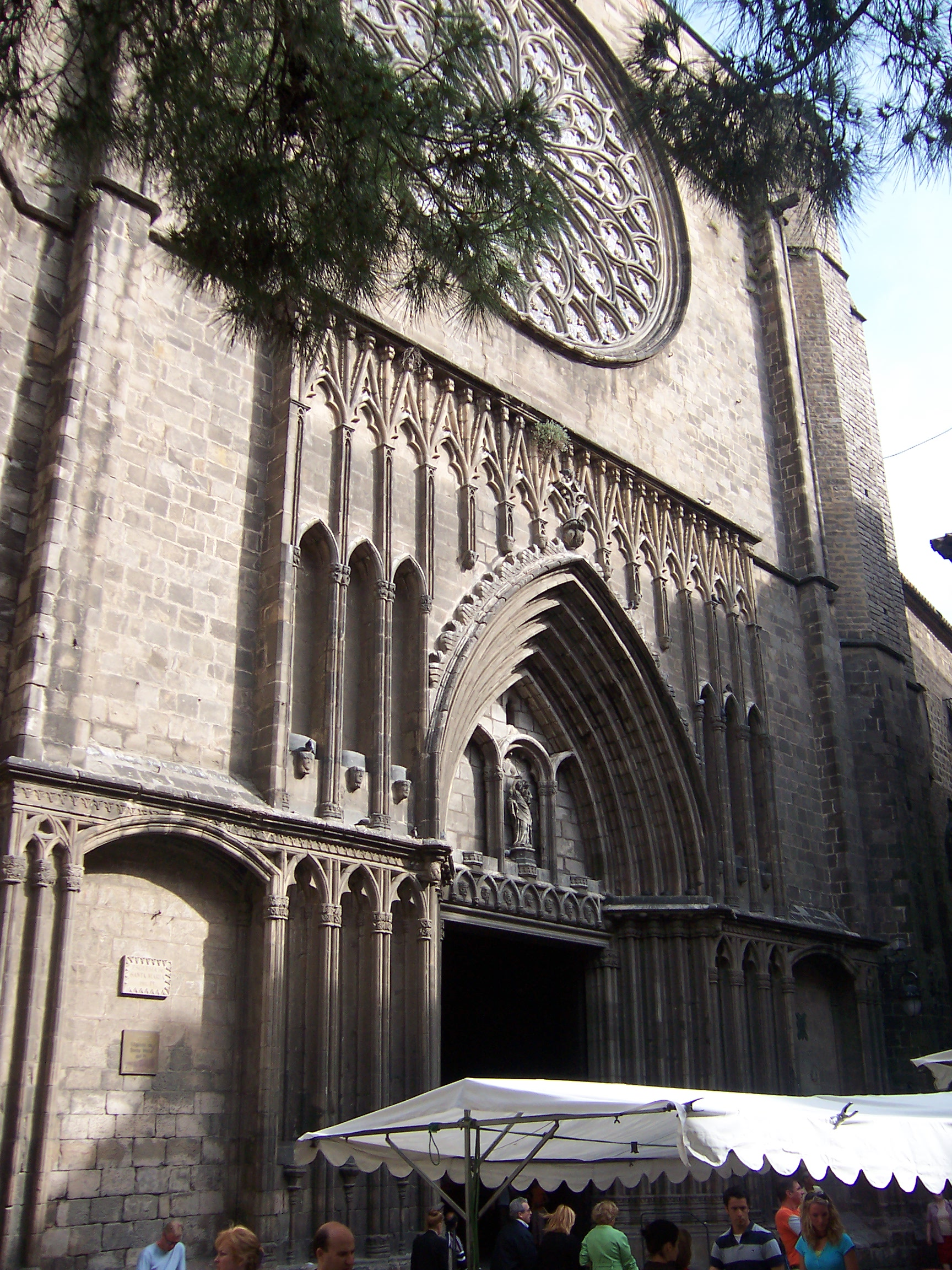
Santa María del Pino

Durante las primeras décadas el siglo XIV, el país vivió una impresionante fiebre constructiva. Fueron muchas las iglesias que se renovaron o construyeron de nueva planta. En muchos casos, las obras iniciadas en ese momento tuvieron continuidad hasta el siglo XV y todavía posteriormente.
En el año 1298 se iniciaba la construcción de la Catedral de Barcelona, que sustituía a un edificio anterior románico. Catorce años después, en 1312, se iniciaba la construcción de la Catedral de Gerona. Ambas se plantearon teniendo como modelo la Catedral de Narbona, la mayor de las catedrales góticas del Mediodía de Francia. Lo explica, entre otras cosas, el hecho de que hasta el siglo XII las diócesis catalanas estuvieron vinculadas a la narbonesa. Está formada por tres naves de la misma altura, la central el doble de ancho que las laterales; y carece de nave transversal o transepto. Desde el falso crucero las circulares se unen en girola, pasando por detrás del presbiterio y formando un arco semicircular, donde se alojan una corona de galerías, cubiertas por arcos ojivales y por encima de estas capillas se encuentran las vidrieras que iluminan el ábside.
La catedral de Gerona se comenzó a construir en 1317, su construcción fue de un extraordinario atrevimiento en la época. En principio su diseño era similar a la de Barcelona, pero durante su construcción, el arquitecto Guillermo Bofill, decidió unificar las tres naves de la cabecera en una única con capillas laterales, lo que dio a la catedral una fisonomía bien diferente al resto de iglesias góticas. Se convirtió en uno de los edificios más representativos y más importantes de toda la arquitectura gótica catalana porque en vez de hacerse con tres naves, siguiendo el planteamiento inicial de la cabecera influida por la de Narbona, se realizó con una sola nave, de una magnitud considerable: 22 metros de ancho. La nave más ancha de toda la Europa medieval. La decisión de terminar la Catedral de Girona con una sola nave era una decisión arriesgada y atrevida, que se tomó después de dos consultas a los principales arquitectos de las tierras catalanas, los años 1386 y 1416.
La capilla de Santa Ágata, en el Palacio Real Mayor de Barcelona construida entre 1303 y 1310, muestra ventanas dobles, contornos pulidos y proporciones refinadas. Al igual que otras catedrales góticas, la capilla muestra vitrales e iconografía religiosa.
El influjo de la estética cisterciense y de las tipologías arquitectónicas introducidas por las órdenes mendicantes, así como la asimilación parcial del modelo catedralicio francés, unido, todo ello, a una acusada voluntad de originalidad, determinaron estilísticamente la arquitectura gótica catalana de plenitud, que se logró durante la primera mitad del siglo XIV.
También se emprendieron la Catedral de Tortosa, iniciada en 1347, y la Catedral de Santa María de Ciudadela.

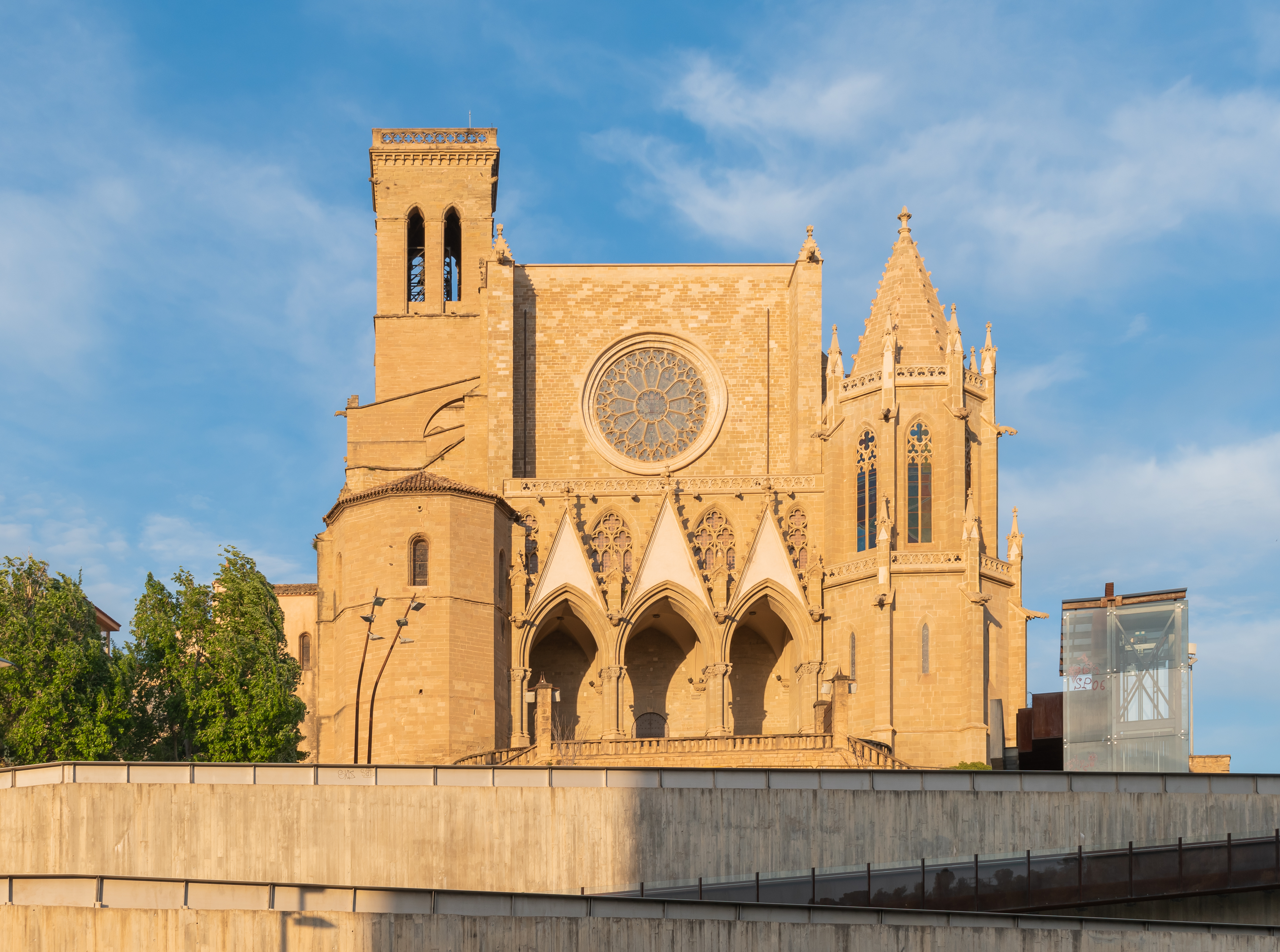
Colegiata Basílica de Santa María de la Aurora, Manresa

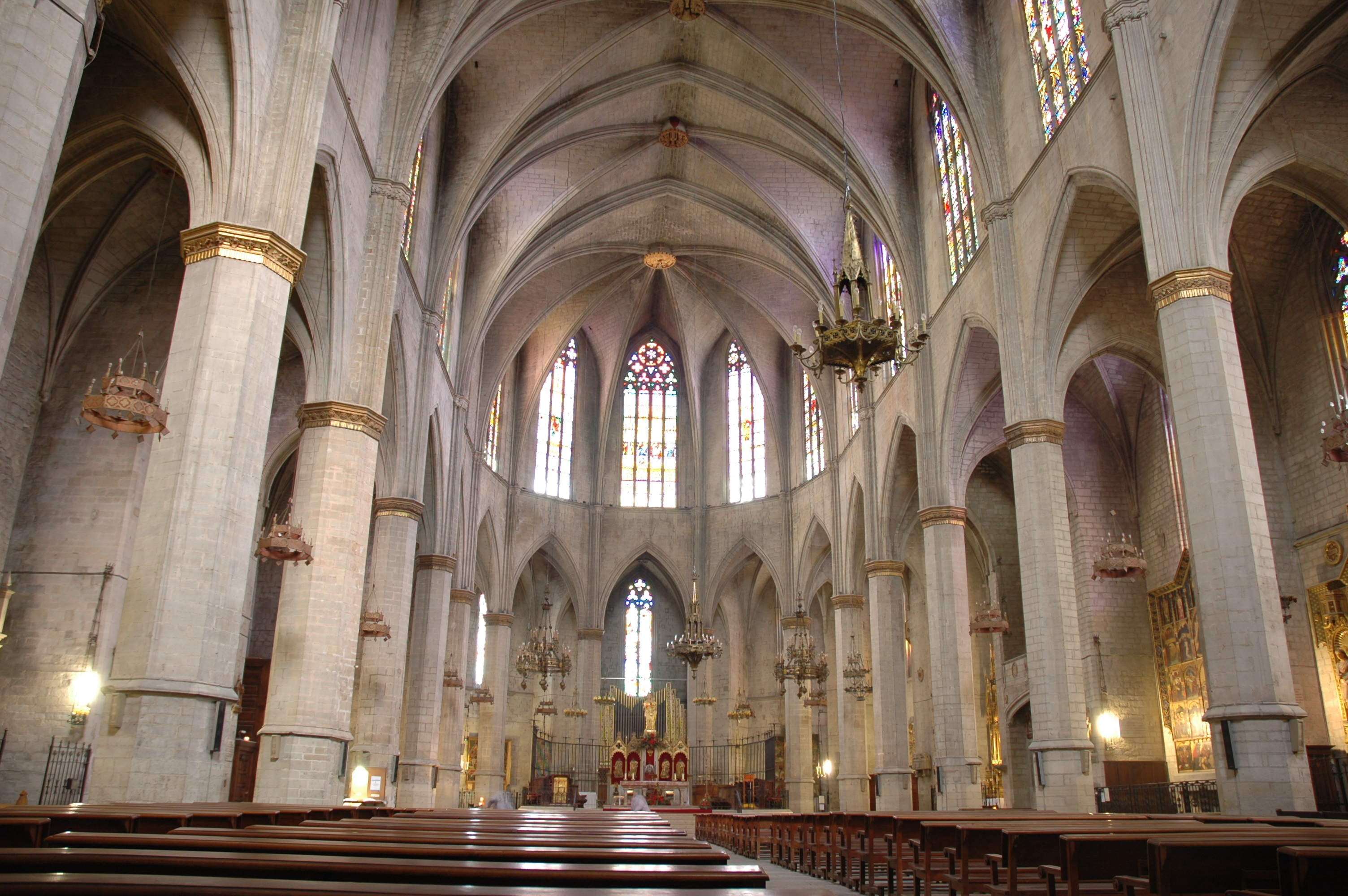
Vista de la nave central de la colegiata basílica de Santa María en Manresa.

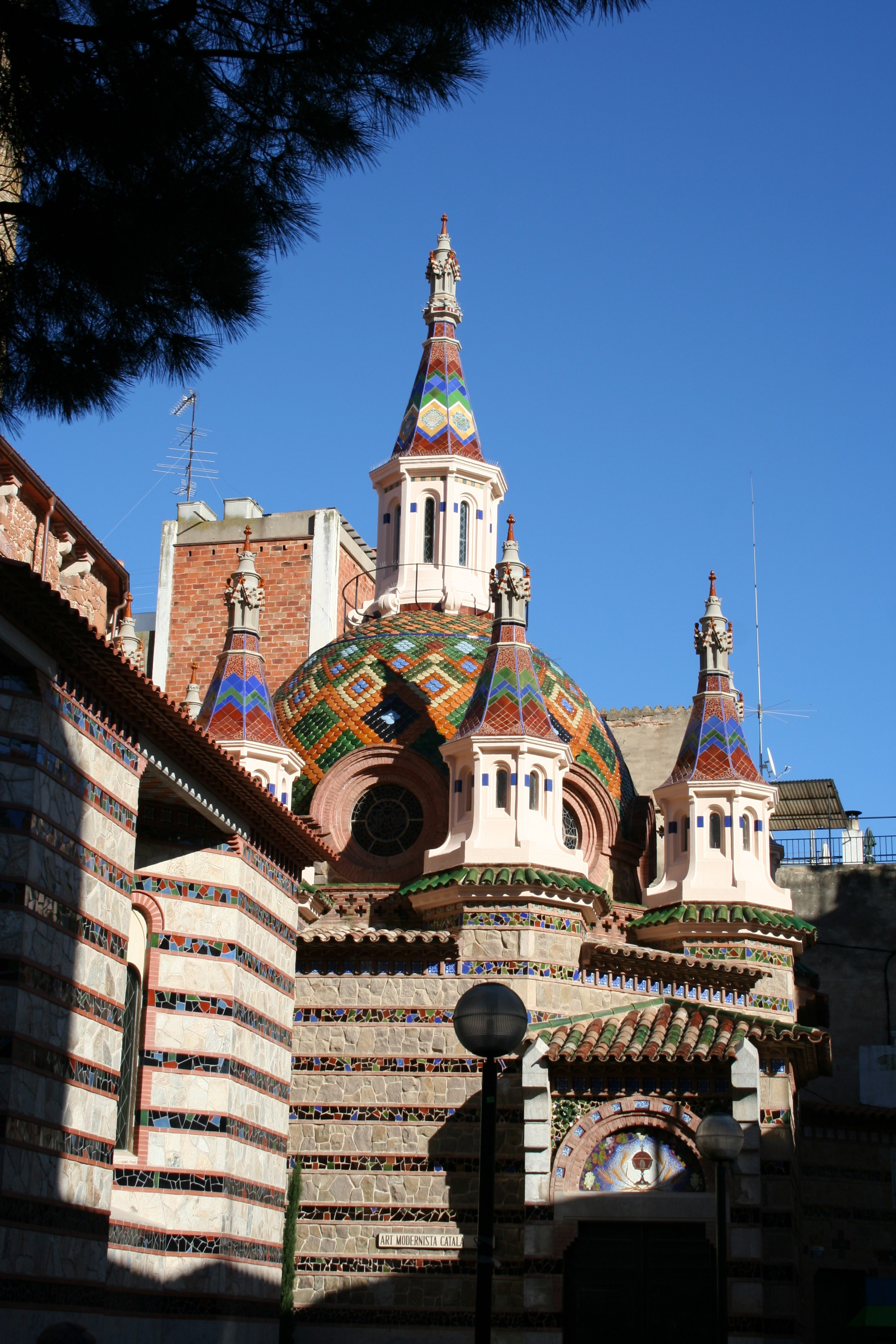
Iglesia de San Román de Lloret de Mar, del gótico catalán en su punto de transición al renacimiento. La decoración en colores es más tardía, de principios del, inspirada por la arquitectura islámica.

Las aportaciones más innovadoras de la fase de plenitud de la arquitectura gótica catalana fueron las iglesias que no son catedrales, pero que aspiraban a tener una envergadura catedralicia. Se trataba de iglesias de tres naves como Santa Maria de Cervera, Basílica de Santa María (iniciada en 1261) en Castellón de Ampurias, la Seo de Manresa (Colegiata Basílica de Santa María de la Aurora) y sobre todo Santa Maria del Mar, en Barcelona, considerada el paradigma de la arquitectura gótica catalana.
La iglesia de Santa Maria del Mar, construida entre 1329 y 1393. Las trazas se atribuyen Jaime Fabre y el diseño fue concebido por los arquitectos Berenguer de Montagut y Ramon Despuig. Es un magnífico ejemplo de iglesia sala con un interior de gran luminosidad, donde la altura de las naves laterales se iguala prácticamente con la de la nave central, característica muy común de las iglesias catalanas de tres naves. El presbiterio se organiza con un tramo con cabecera poligonal con ocho columnas. Esta . Otras características propias de la arquitectura gótica catalana perfectamente visibles en Santa Maria del Mar son la sobriedad y el racionalismo.
Compactación y sobriedad, también, de las estructuras y los espacios interiores, se pone de manifiesto en la tendencia a elevar las naves laterales a una altura casi igual que la central, a hacer los tramos tan grandes como fuese posible, al adelgazamiento y la simplificación de los pilares (los de Santa María del Mar son ochavados), a integrar las capillas entre los contrafuertes y en reducir al mínimo la importancia del transepto o del crucero, una estructura que tuvo mucha importancia en la arquitectura románica y que en cambio es prácticamente inexistente en la arquitectura gótica catalana..
El influjo de la arquitectura de Santa María del Mar es patente en la Catedral de Mallorca, al igual que estas experimentaciones con la tipología de tres naves influyeron en el planteamiento de la Catedral de Tortosa, comenzada en 1346.
Al inicio de la fase de plenitud, en la primera mitad del siglo XIV, se logró la concreción de la tipología más característica de la arquitectura gótica catalana, y también la más difundida: la iglesia de nave única con la cabecera poligonal y capillas laterales entre los contrafuertes. Encabezan esta tipología la iglesia de Santa Maria dels Turers de Bañolas, la barcelonesa de Santa Maria del Pi y la del monasterio de Santa María de Pedralbes, anteriormente mencionado.
Esta tipología tiene continuidad durante los siglos XVI y XVII, más allá de los siglos del gótico, y puede ser considerada antecedente directo del tipo de iglesia contrarreformista difundida por los jesuitas. Su arraigo en Cataluña fue tal que como se ha mencionado se proyectó en el ámbito de la arquitectura catedralicia, por ejemplo con la adopción de una planta de nave única para la Catedral de Girona.
Otro elemento característico de la arquitectura religiosa del gótico catalán son los campanarios, sobre todo los de planta octagonal, sin gradación de volúmenes y con la terminación plana. Es la tipología que representan los campanarios del monasterio de Pedralbes (Barcelona), de las iglesias de Cervera, Balaguer y Santa Maria del Pi (Barcelona) y sobre todo el de la Seo Vieja de Lérida.

Edificios religiosos góticos
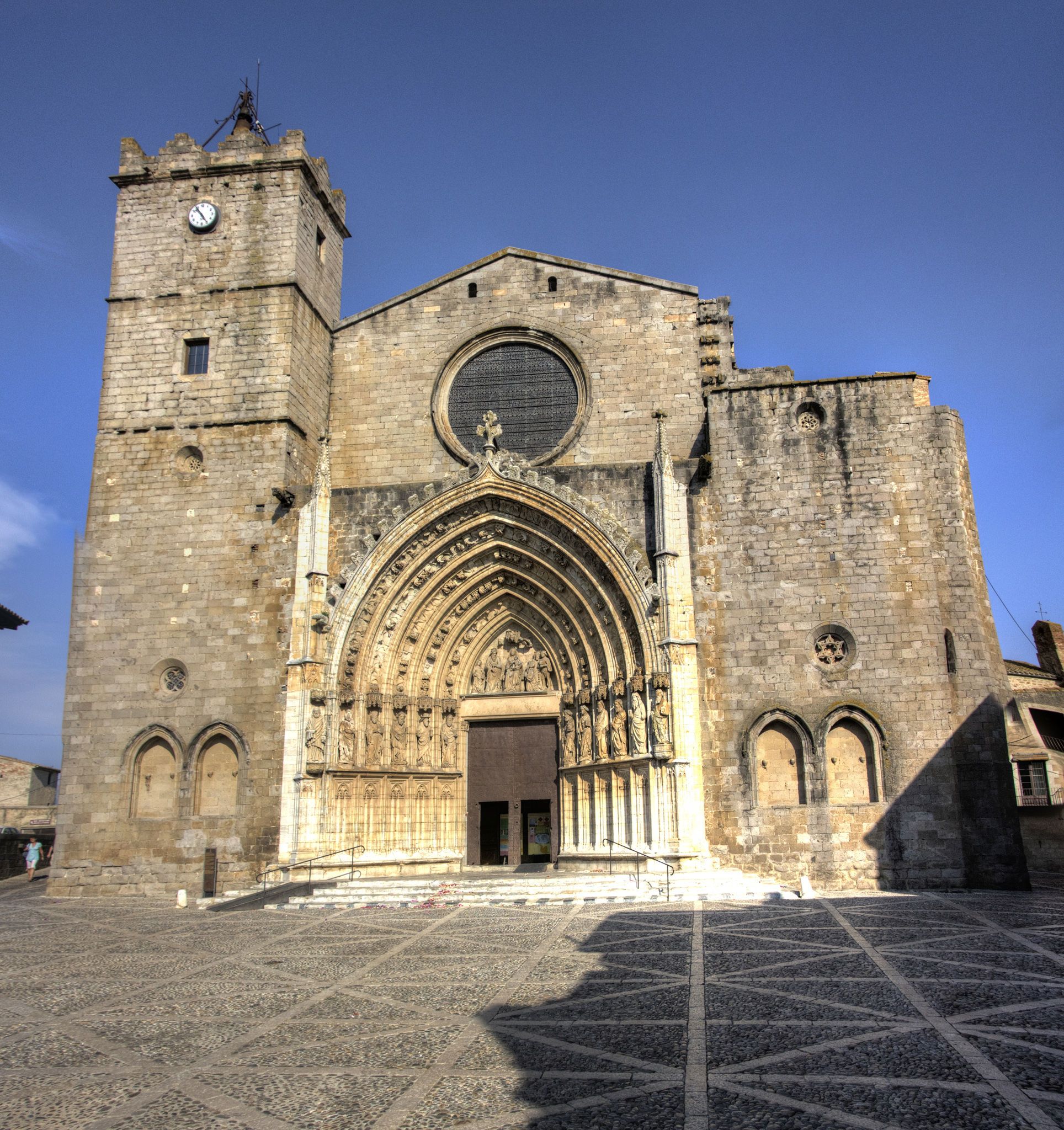
Basílica de Santa María (iniciada en 1261), Castellón de Ampurias
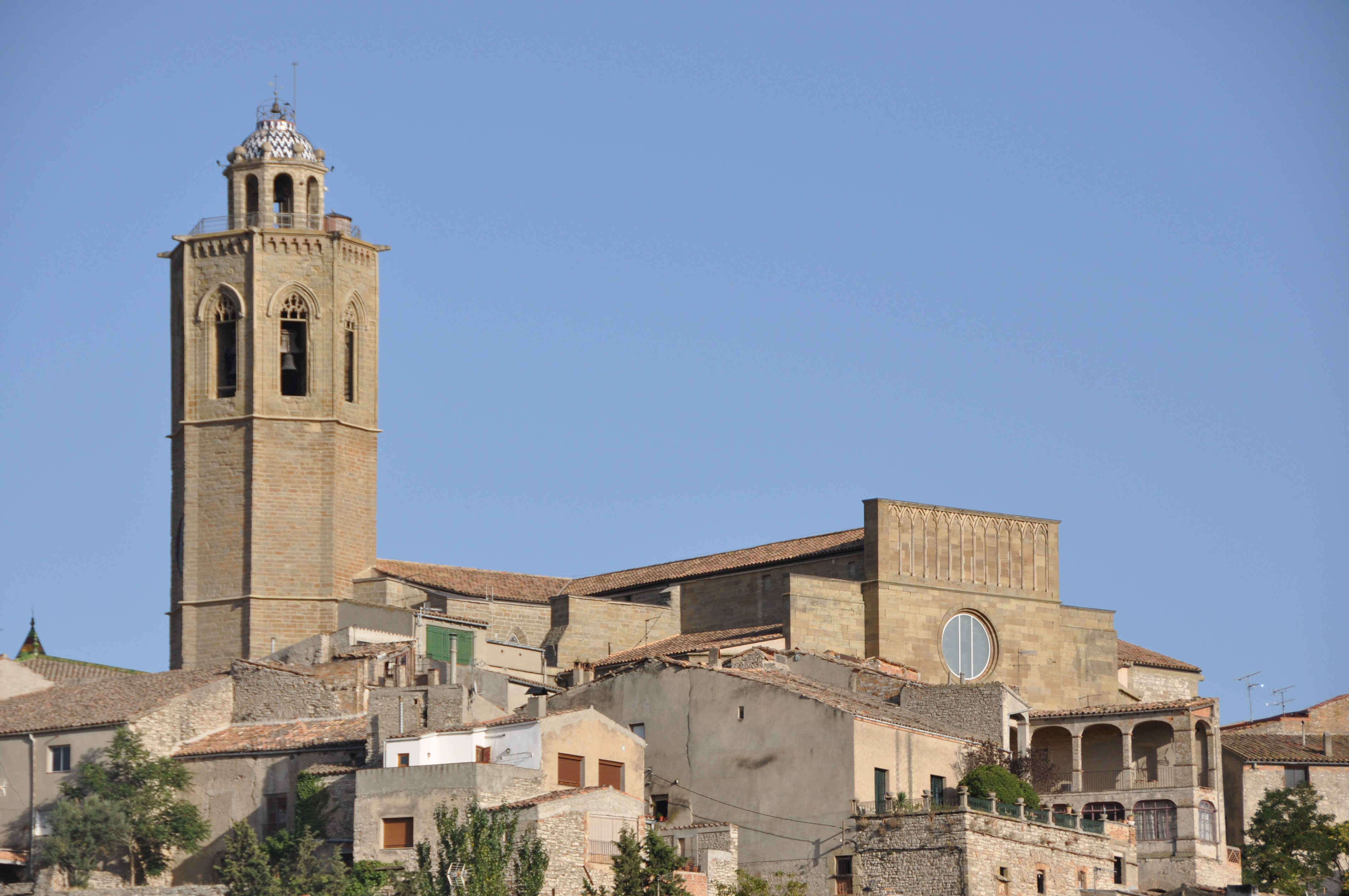
Campanario de la Iglesia de Santa María, Cervera
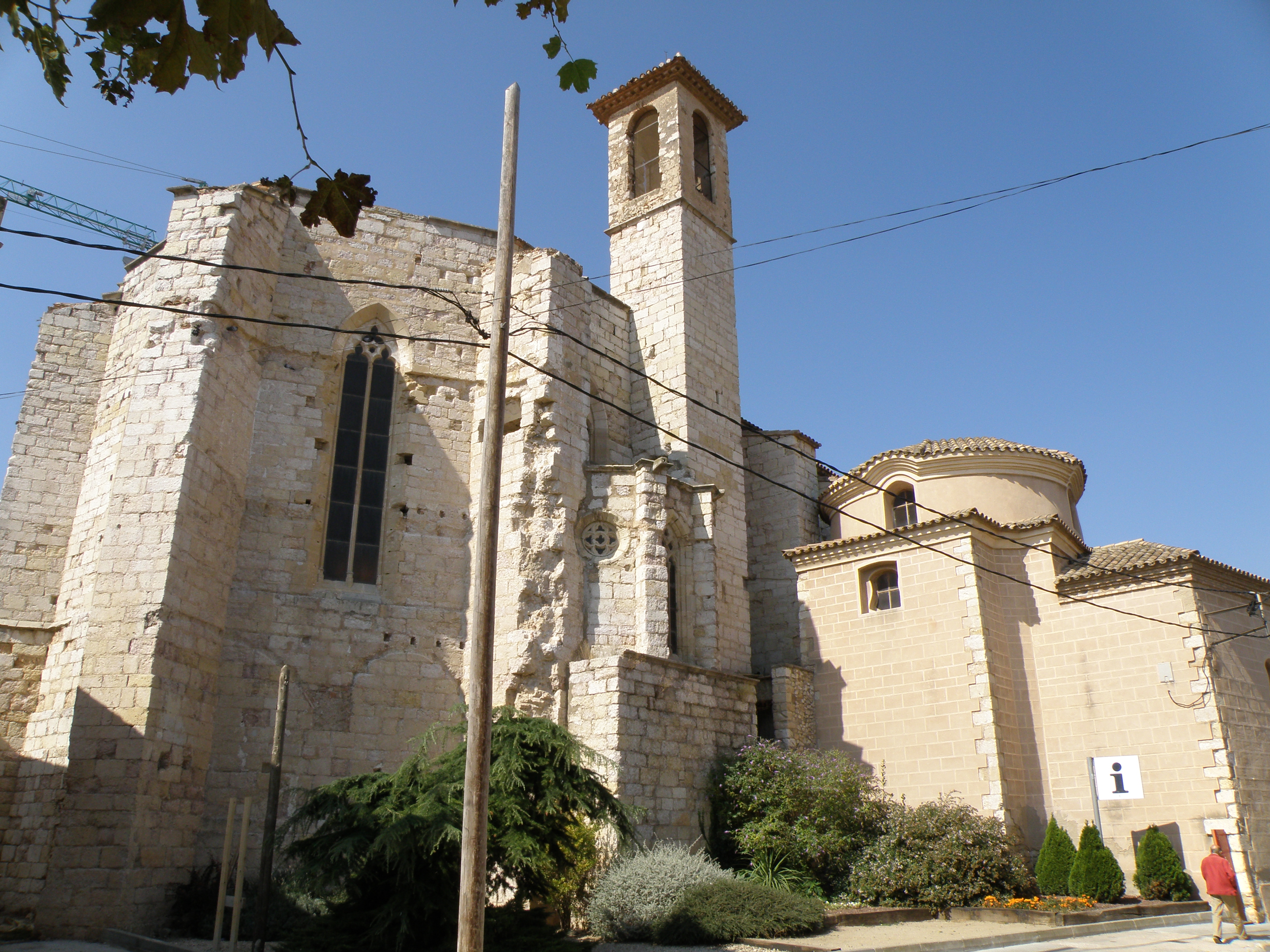
Convento de San Francisco, Montblanch
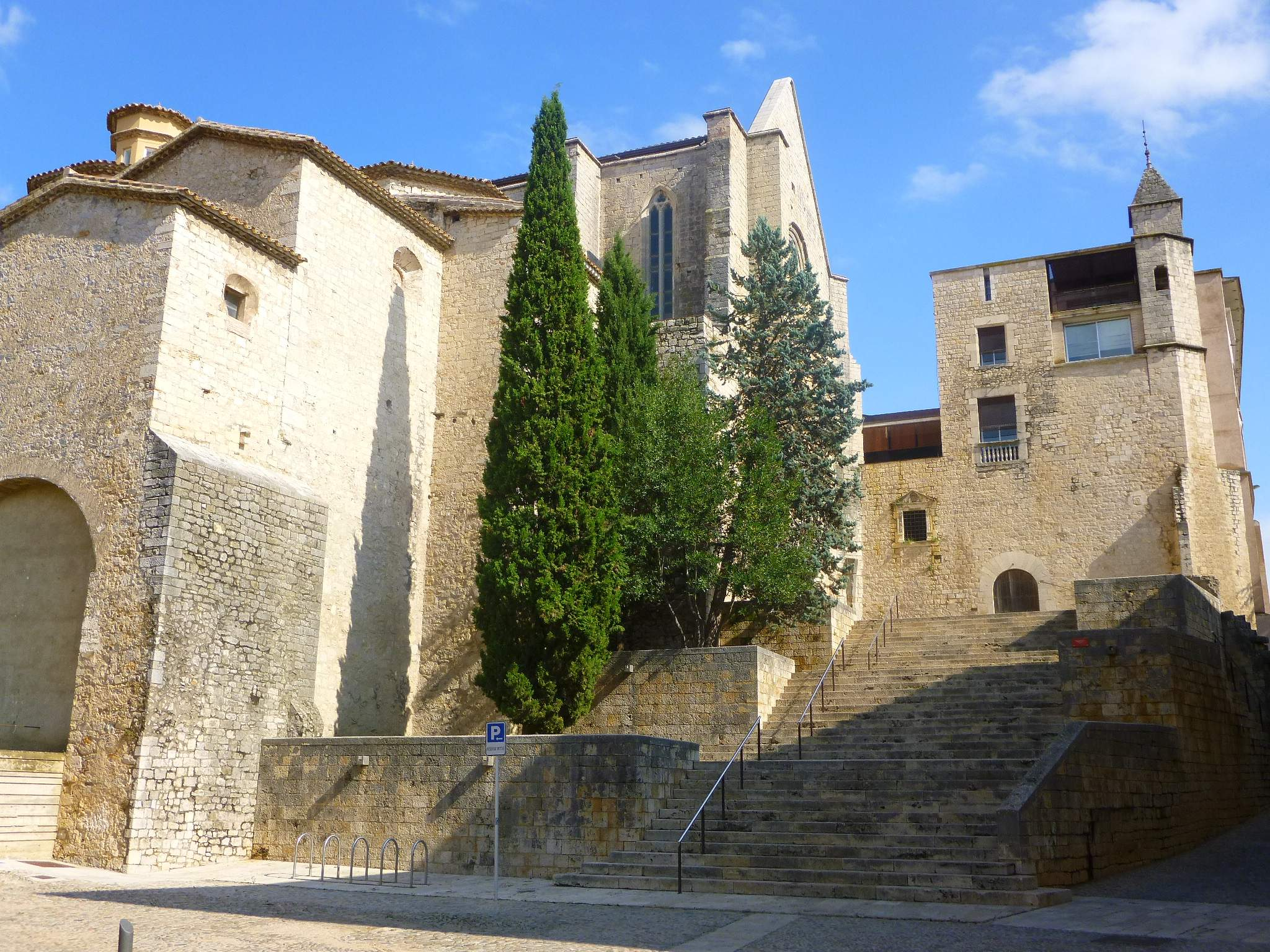
Convento de Santo Domingo (1254-1339), Gerona
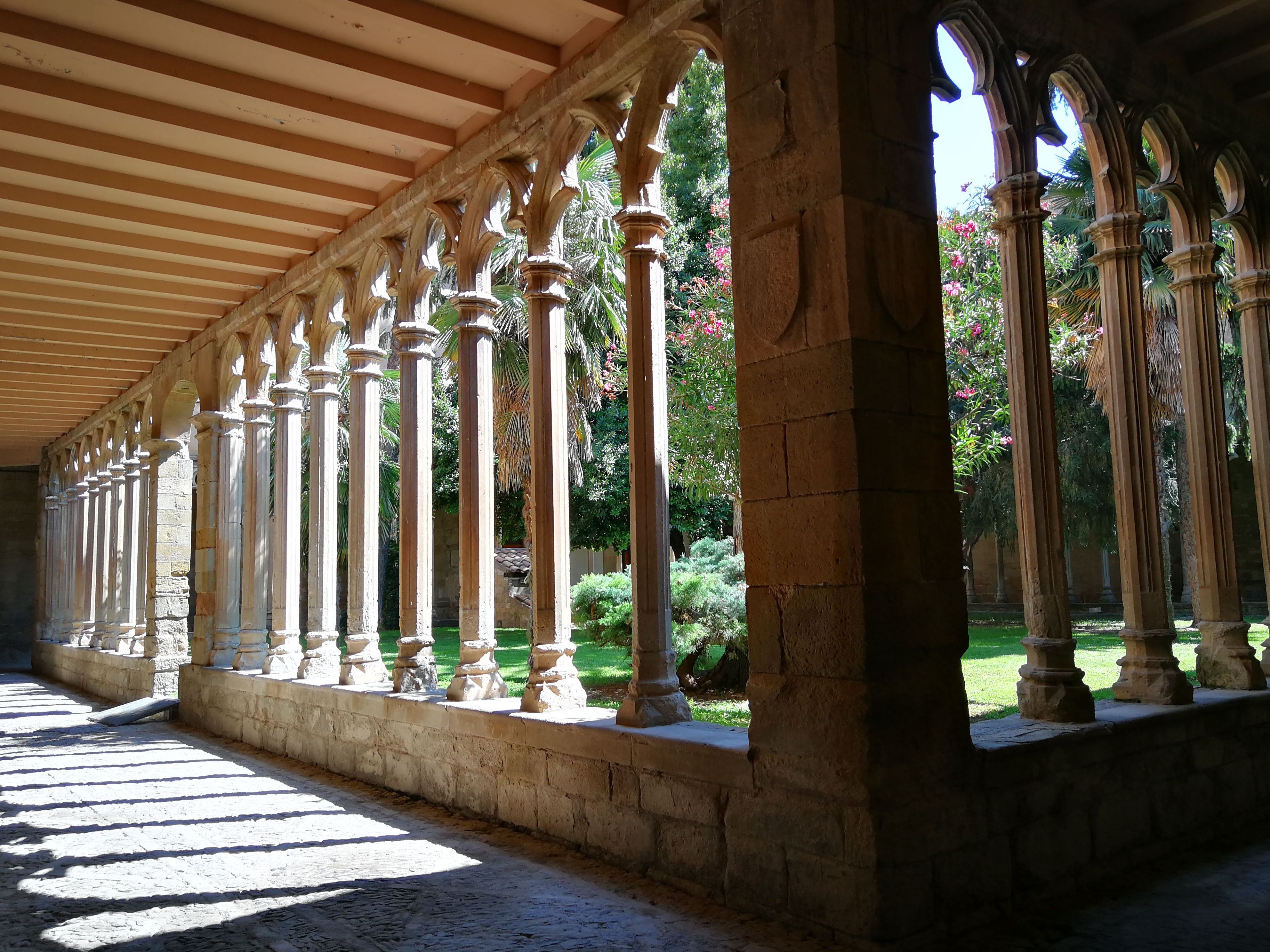
Claustro del convento de Santo Domingo (1323-s. XVI), Balaguer

#### Resumen de características arquitectónicas de los edificios religiosos
- Tendencia a la isotropía dimensional, tanto en la relación ancho-alto como entre el ancho entre naves de un mismo espacio.
- Huecos pequeños y altos para regular la intensa luz del litoral mediterráneo.
- Volúmenes a base de prismas puros y lisos.
- Ausencia de la decoración, excepto para remarcar los principales elementos constructivos, tales como arcos y claves de bóvedas.
- Tendencia a la horizontalidad de las cubiertas, construidas a veces a la catalana, que no sobresalían de las líneas de cornisa y eran transitables.
- Contrafuertes potentes, que en las iglesias solían dividir en planta las diferentes capillas.
- Arbotantes pequeños, ya que la diferencia entre naves era mucho menor que en otros Góticos, permitiendo que estos apenas se destacasen.
- Pilares esbeltos y geométricamente puros, sin figuraciones de columnillas o de otro tipo.
- Uso de arcos diafragmáticos, que permitían estructuras en pantalla con cubiertas de madera, sin necesidad de construir bóvedas.
- Aparición de "falsos" transeptos o inexistencia de estos en las iglesias.[10]

### Arquitectos destacados

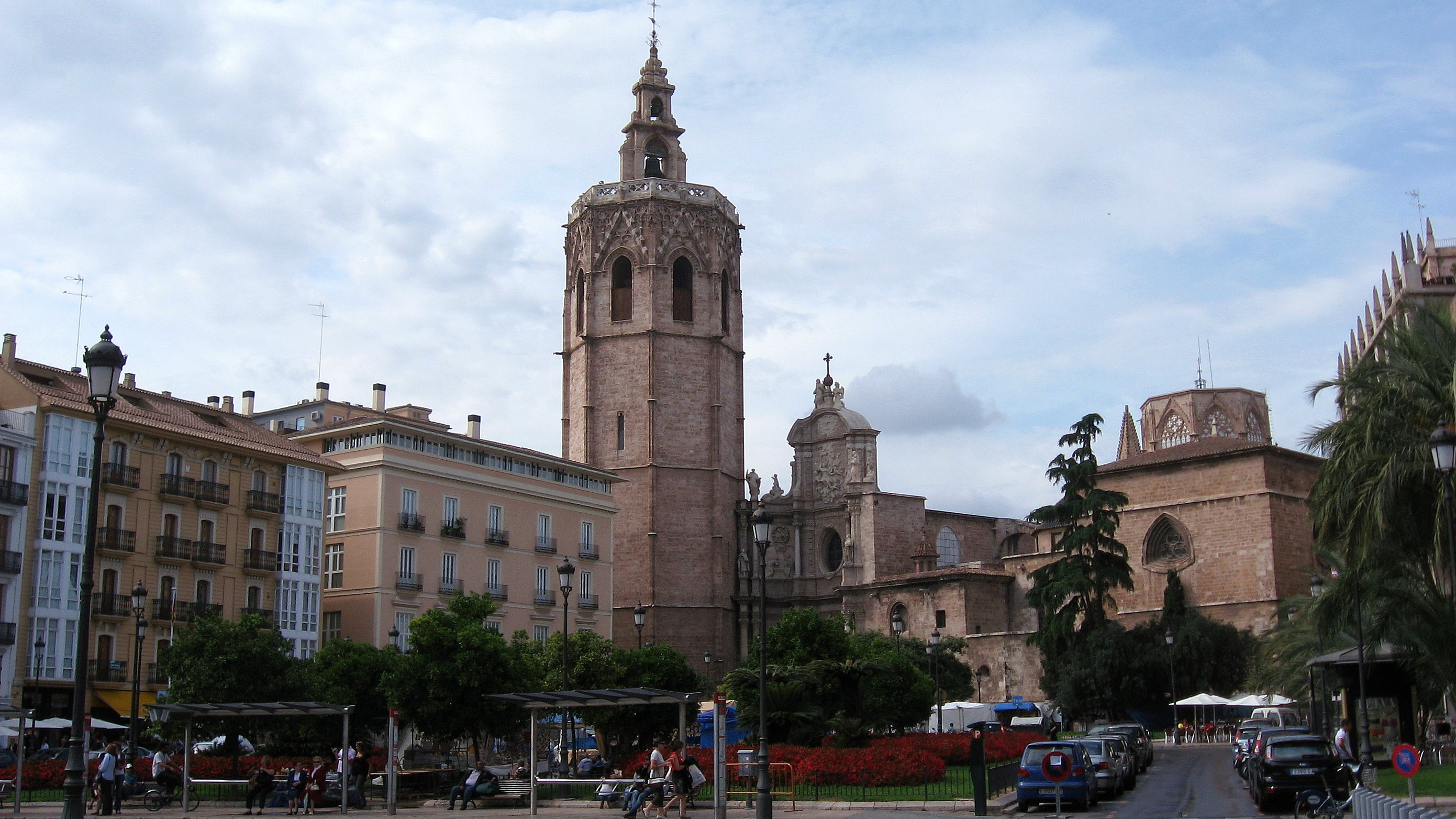
El Miguelete, el campanario de la Catedral de Valencia

La arquitectura gótica catalana fue uniforme en el resto de territorios de la Corona de Aragón de habla catalana, principalmente Mallorca y Valencia. Los maestros de obra empleaban bastones, compases y escuadras, y una geometría práctica para resolver formas sencillas y obtener medidas.
El mallorquín Jaume Fabre, maestro de obras del Convento de Sant Domingo en Palma, fue contratado en 1317 para dirigir las obras de la catedral de la capital del Principado, la catedral de Barcelona, y se le atribuyen las trazas primitivas de Santa María del Mar, y es posible que iniciara sus obras.
El mallorquín Guillermo Morey también desarrolló una parte muy importante de su actividad en Gerona. Las conexiones arquitectónicas entre la iglesia barcelonesa de Santa Maria del Mar, iniciada en 1329 y la Catedral de Mallorca son muchas y evidentes.
Guillem Sagrera, sin duda el mayor de todos los arquitectos del gótico catalán, era mallorquín y trabajó intensamente en la isla, pero también en Perpiñán y en Barcelona (e incluso en Nápoles).
Otro destacado arquitecto, Pere Compte, era de Girona pero centró su actividad en Valencia y proyectó la lonja de esta ciudad tomando como modelo la de Mallorca. El arquitecto Andreu Julià fue a la vez maestro de obras de la Catedral de Tortosa y autor del famoso El Miguelete, el campanario de la Catedral de Valencia.
Arnau Bargués construyó el monasterio de Poblet y la fachada de la Casa de la Ciudad de Barcelona.
Los arquitectos catalanes también tuvieron una presencia significativa durante la Edad Media en Nápoles, Sicilia o Cerdeña y la isla de Malta.

## Arquitectura civil

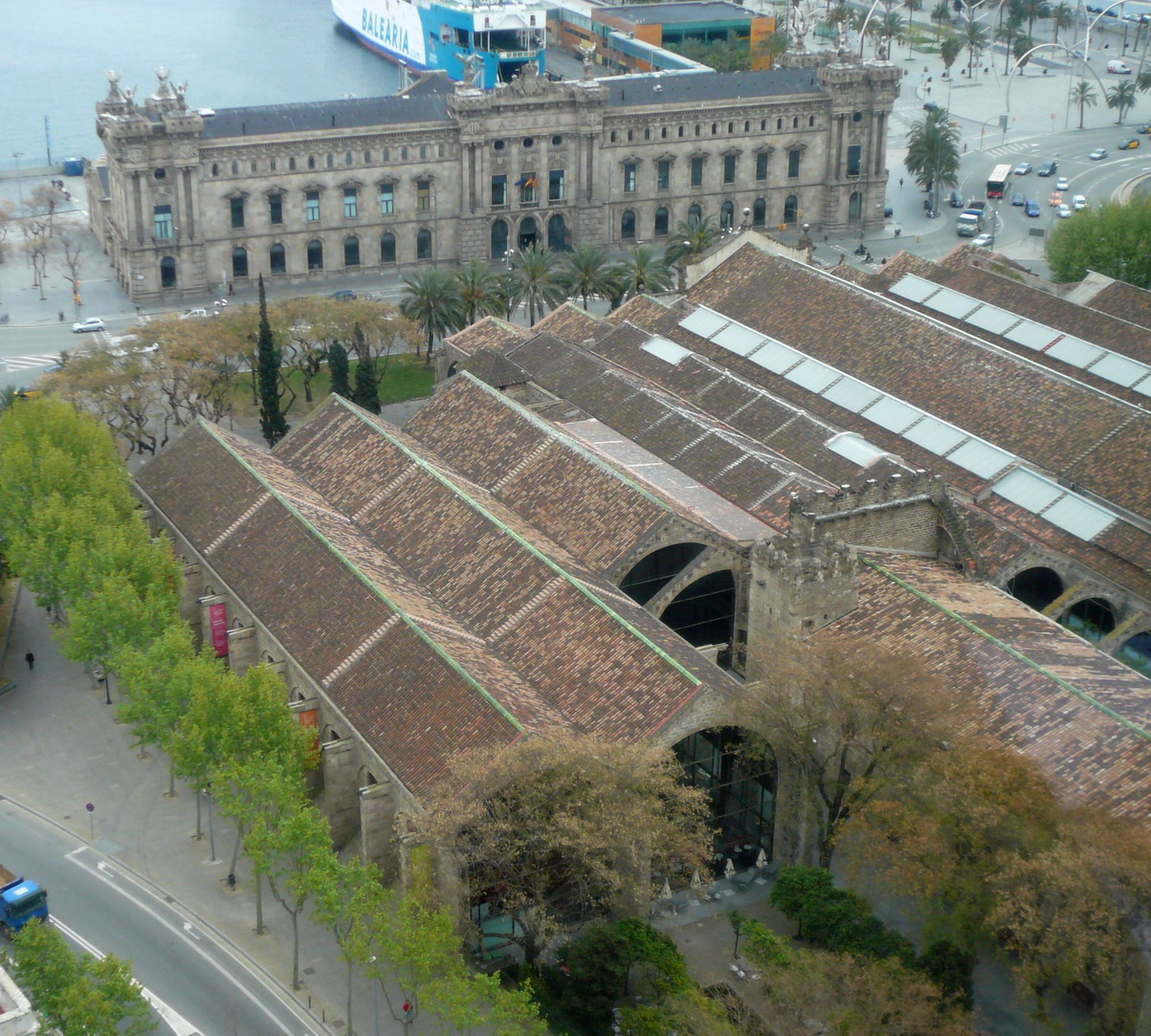
Las naves de las Atarazanas Reales de Barcelona

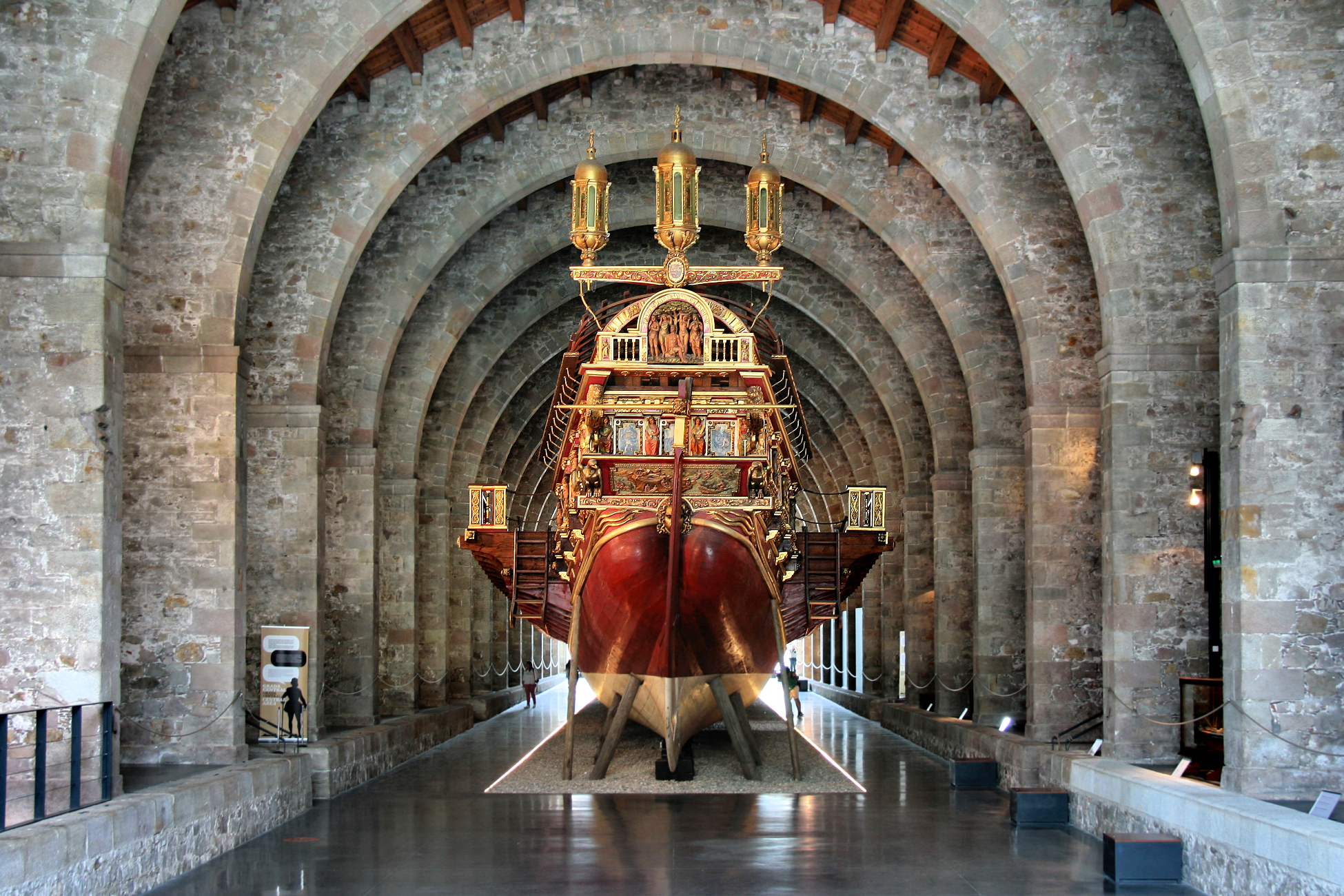
Reproducción de la galera de Juan de Austria Real en el Museo Marítimo de Barcelona, en las Atarazanas Reales

La arquitectura gótica, como la mayor parte de las arquitecturas antiguas, es conocida y definida siempre fundamentalmente por las obras de carácter religioso, es decir, los espacios sacros de los templos y anejos. No cabe duda de que éstas fueron, entre todas las fábricas, aquellas que alcanzaron un máximo desarrollo y recibieron la mayor carga artística, pero no divergieron de las arquitecturas de carácter secular o civil. Por el contrario, compartieron formas y soluciones tanto en la construcción como en la decoración y así ambas constituyeron un todo coherente. La arquitectura secular debe considerarse una parte muy relevante de la obra gótica, con realizaciones de alta calidad y un amplio repertorio tipológico, que incluyen desde las fábricas de naturaleza residencial y de trabajo hasta los puentes o las obras militares, siempre en una gradación de intensidad y elaboración dictada por la función y jerarquía de la edificación y la de los promotores.
Dentro de la Europa gótica, la arquitectura presenta distintas escuelas, definidas geográfica, cultural y políticamente. Bajo formulaciones muy coincidentes se desarrolló la arquitectura, tanto religiosa como secular, en las tierras catalanas continentales del Principado y la Comunidad Valenciana, así como en las insulares de Baleares. Aunque es cierto que constituye un subconjunto entre las producciones del llamado gótico meridional o mediterráneo, también lo es que presenta una marcada personalidad, que se extendió o influyó en grado variable sobre los países dominados por la Casa de Barcelona, que al mismo tiempo ejercieron importantes influjos en sentido inverso. La arquitectura gótica catalana surgió a lo largo del siglo XIII y se alargó hasta finales de los siglos XV y XVI, cuando empezó a decaer, no bruscamente, sino en un languidecimiento progresivo que en según qué circunstancias casi llegó hasta avanzado el siglo XVII. [ 6 ]
La fusión entre obras civiles y religiosas en la arquitectura gótica catalana no se fundamenta en una mera concordancia estilística o unidad decorativa, sino que existe una congruencia de fondos arquitectónico, estructural y compositivo en las fábricas, aunque éstas correspondan a espacios de naturaleza diferente. De hecho, toda la arquitectura se levantó partiendo de dos soluciones constructivas fundamentales: la bóveda de crucería y los envigados a menudo con arcadas de diafragma. Las edificaciones que así se generaron fueron siempre un volumen simple, con azotea plana para las bóvedas o tejado inclinado ligeramente en las cubiertas de madera, con unos espacios interiores muy libres de soportes, si acaso convertidos en contrafuertes externos. El ambiente interno quedaba abierto o era dividido en naves separadas por arcadas o columnas en excepcionales templos o logias. En la edificación predominaba la horizontalidad, con fachadas de grandes superficies planas donde los macizos se imponían a los huecos de las aberturas de portales y ventanas. Una severa o contenida carga ornamental no desfiguraba la morfología arquitectónica, sino que la remarcaba con recursos lineales de cornisas o juegos de planos y resaltos.

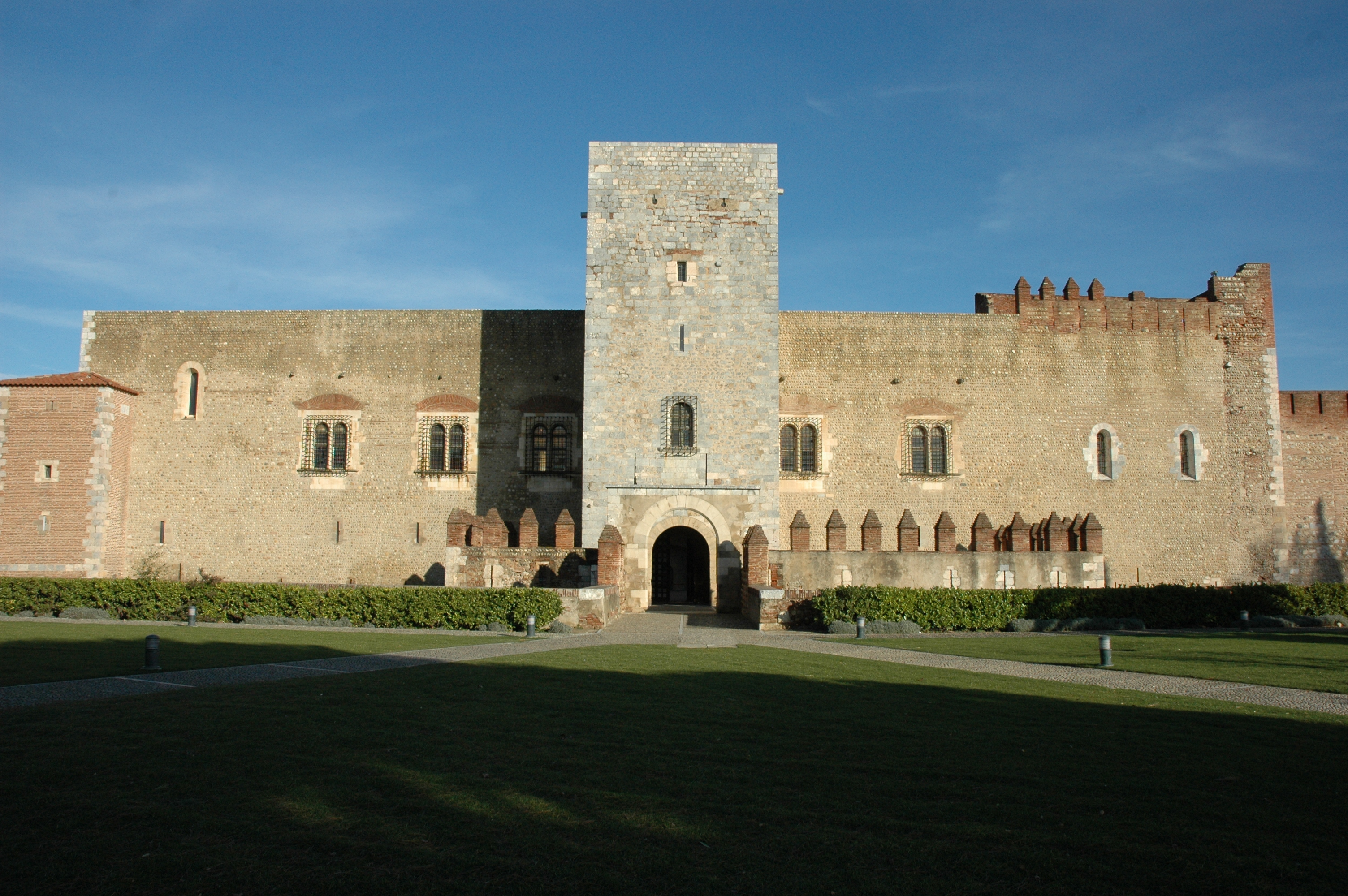
Palacio de los Reyes de Mallorca en Perpiñán

Las bóvedas de crucería y los arcos de diafragma se adoptaron a lo largo del siglo XIII en detrimento de la construcción de raíz románica de bóvedas de cañón, que casi se extinguió. Las primeras, de las más simples a las complejas y estrelladas de avanzado el siglo XV, abrigaron tanto naves eclesiales como pequeñas capillas, pero también las salas castelleres de Bellver en Mallorca a la entrada del siglo XIV y las plantas bajas de los grandes hospitales urbanos de finales del siglo XV. En pleno cuatrocientos se emplearon, a la manera de las salas capitulares, en el espacio de contratación de las majestuosas lonjas mallorquina y valenciana, hasta alcanzar la máxima realización en la sala de los Barones del Castel Nuovo de Nápoles. Con las naves cubiertas con envigados, especialmente sobre arcos de diafragma, se configuraron muchos tipos de edificaciones, desde las más sencillas a las más opulentas, tanto rurales como en núcleos urbanos. Estos cuerpos formaron iglesias, dormitorios o refectorios monásticos, tan antiguos como los de Poblet y Santes Creus, o los posteriores de Pedralbes y Vallbona de les Monges. También moldearon muchas salas palaciegas o simplemente castelleras, entre las que hay significados ejemplos en las fortalezas de Peratallada, Vall-de-roures o Verdú y en los complejos áulicos de Barcelona, Ciudad de Mallorca y Perpiñán. Además de las estancias hospitalarias de Barcelona o Vic, las naves de las Atarazanas Reales de Barcelona y las Atarazanas del Grao de Valencia, las salas representativas de la lonja y la casa de la Ciudad de Barcelona, así como tantas y tantas bodegas, almacenes o estancias de todo tipo siempre de carácter corporativo o señorial.
Los principales monumentos de la arquitectura secular gótica se encuentran, como es natural, en las grandes ciudades catalanas y constituyen equipamientos cívicos, expresión de los poderes municipales, estamentales o corporativos que señoreaban, de la pujanza comercial, así como de la autoridad regia y de la capacidad militar, expresada en murallas o arsenales.

## Residencias reales

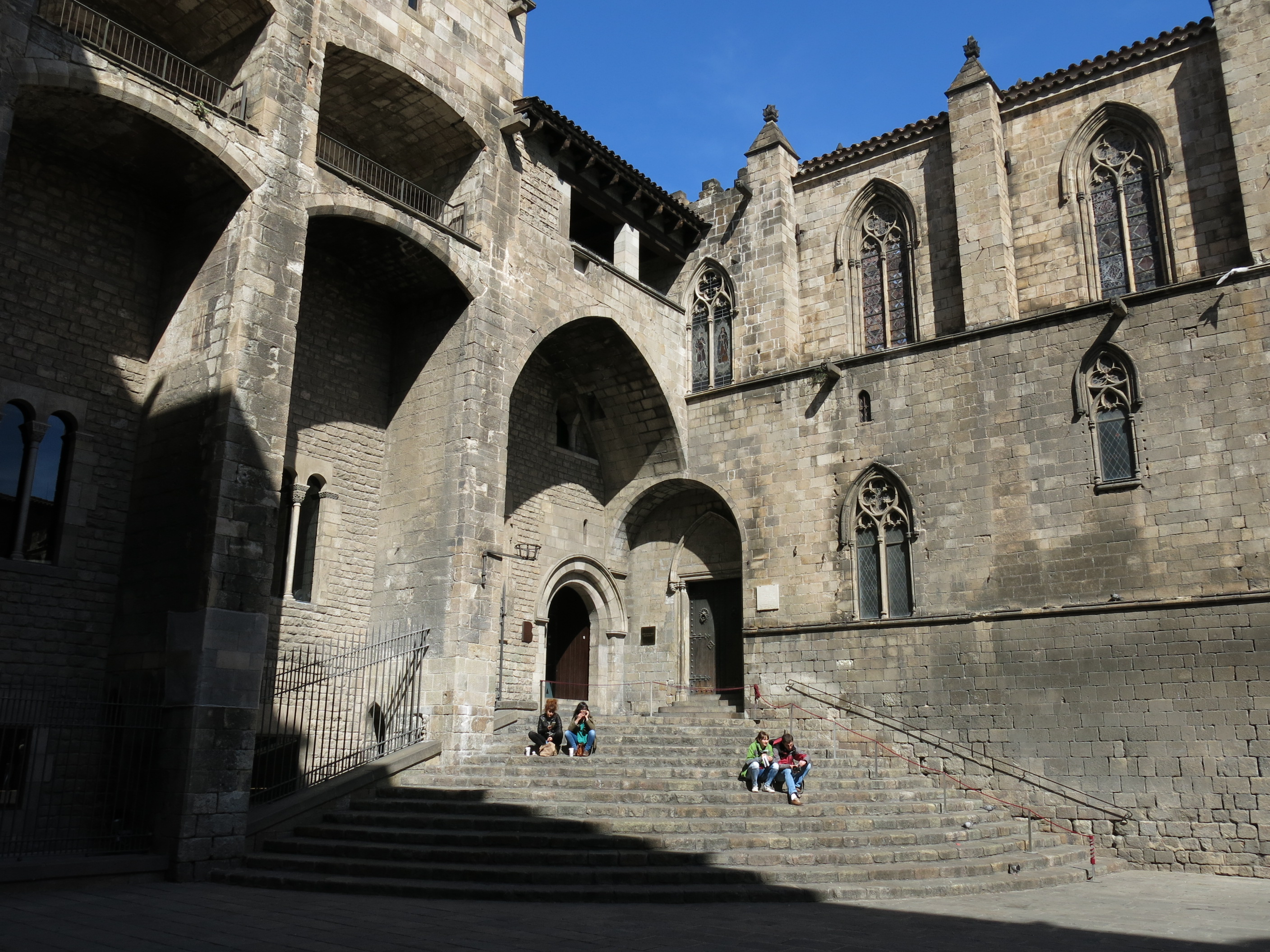
Palacio Real Mayor de Barcelona y capilla de Santa Àgata

El soberano tenía en las diferentes ciudades de sus dominios residencias más o menos estables y suntuosas, si bien las principales se encontraban en Barcelona y eran los llamados Palacio Real Mayor y Palacio Real Menor, resultado de la transformación de construcciones románicas o mucho más antiguas. Ambos contaron con importantes aportaciones de arquitectura gótica, como fueron las amplias y solemnes cámaras de menaje, configuradas con arcos de diafragma de medio punto y de las que permanece hoy en día el Salón del Tinell, construido por Pedro el Ceremonioso entre 1350 y 1370 por el maestro Guillem Carbonell.

### Los palacios

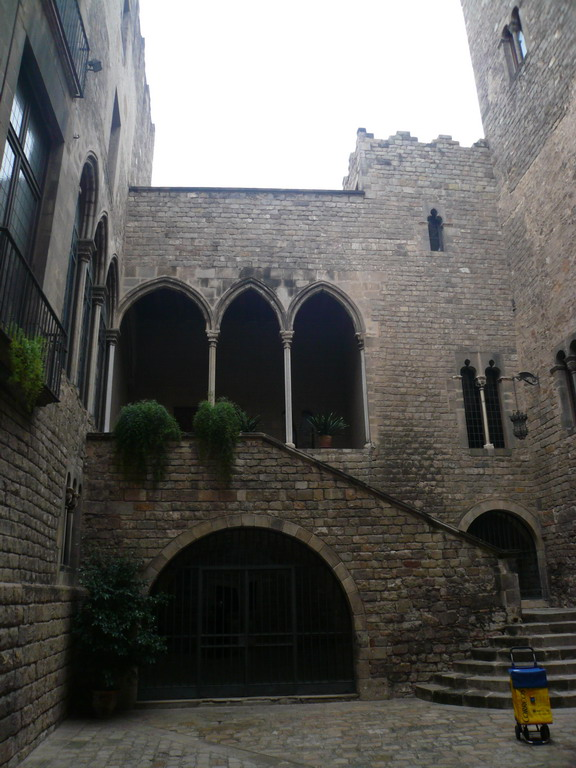
Un patio típico con escalera, en el palacio Requesens de Barcelona.

El palacio, con un muro a la calle más grande que el de otras viviendas, es típico de los espacios burgueses del siglo XV, cuyos mejores ejemplos se encuentran en la calle de Montcada del barrio barcelonés de la Ribera. Se accede al edificio por un portal y se caracteriza por un patio, que es el centro del edificio y que contiene la escalera principal abierta o medio cerrada. En la planta baja se encuentran las instalaciones para hacer negocios y puede haber un despacho en un entresuelo. El primer piso está reservado a la vivienda, con el vestíbulo principal, ricamente decorado que se extiende a lo largo de la fachada, ocupándolo a veces en su totalidad. La siguiente planta contiene salas de servicio y unidades secundarias. Algunos palacios tienen pequeñas torres para vigilar las azoteas de la ciudad.

### Sedes de los gobiernos

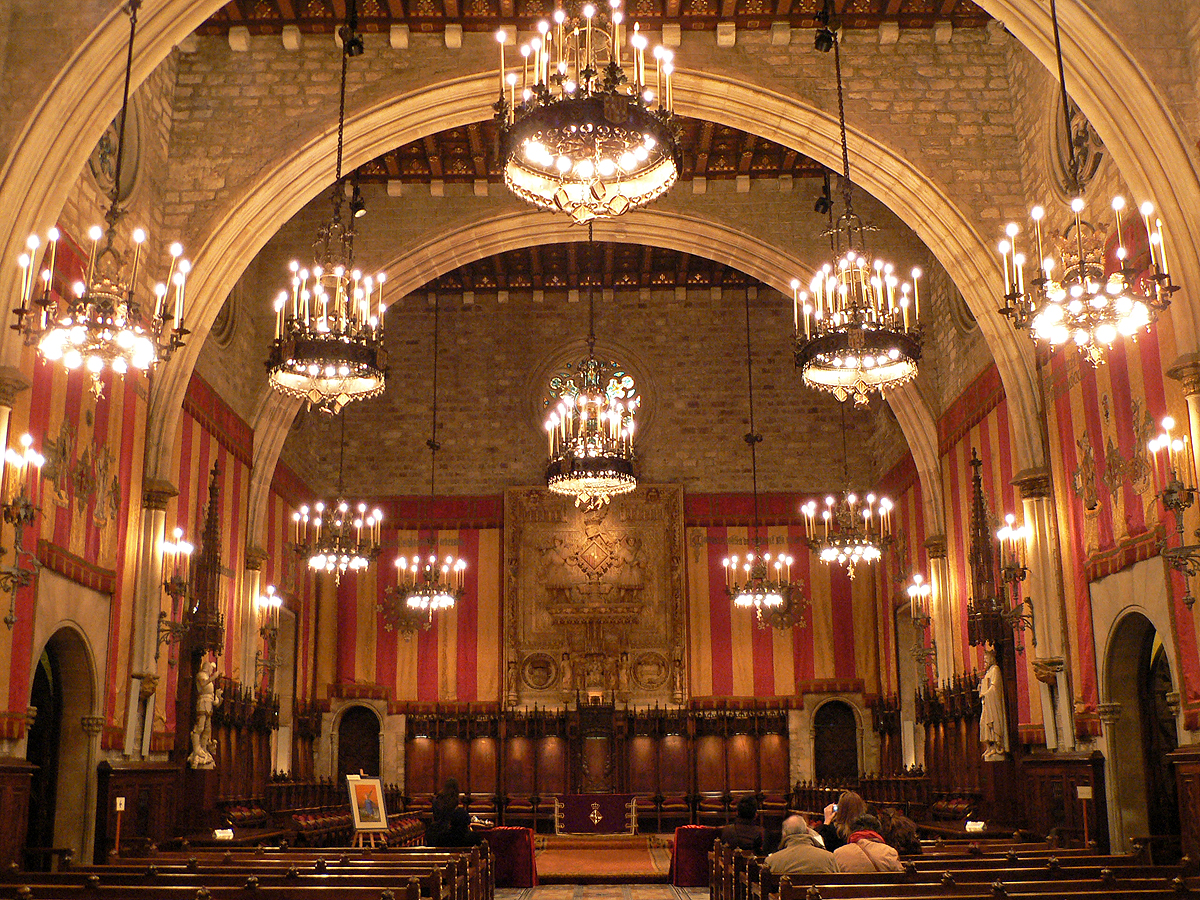
Salón de Ciento de Barcelona

Destacan las sedes de los gobiernos municipales, casas de la villa o de la ciudad, con la máxima expresión en Barcelona, donde a lo largo del último tercio del siglo XIV se levantó un noble edificio, dominado por una gran sala rectangular cubierta con envigado plano y sostenido por arcos de diafragma de punto redondo, el Salón de Ciento. La fachada que da a la calle de la Ciutat se magnificó con elaborada ornamentación y cuidados detalles escultóricos, en parte obra del conocido maestro Arnau Bargués en el cambio de los siglos siglo XIV y siglo XV. En el mismo vial, en el tramo conocido por calle del Obispo, se dispuso el frontis principal de la Casa del General o Palacio de la Generalidad. Aquí, un portal de arco rebajado fue coronado por una barandilla con un espléndido medallón central que representa la leyenda de san Jorge, esculpido por Pere Joan hacia 1416-1418. El palacio estaba constituido a la manera de los grandes casales patricios, concretamente por dos cuerpos paralelos relacionados por una esbelta galería de arcadas en el piso principal, donde se llegaba por una solemne escalinata. Contaba además con una pequeña capilla carrada, de ornamentación altamente trabajada en fachada.

### Lonjas

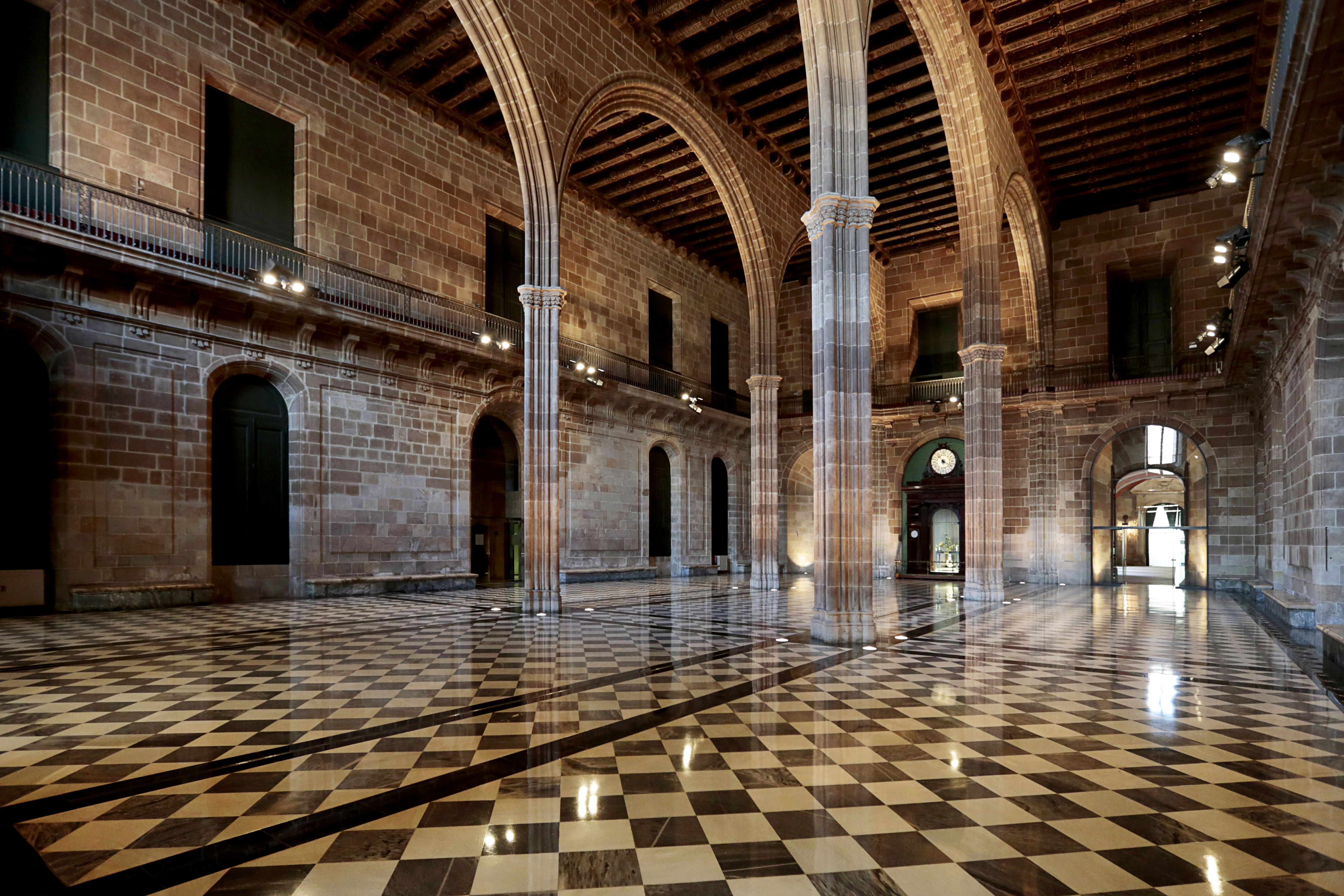
Salón de contrataciones en la Lonja de Mar

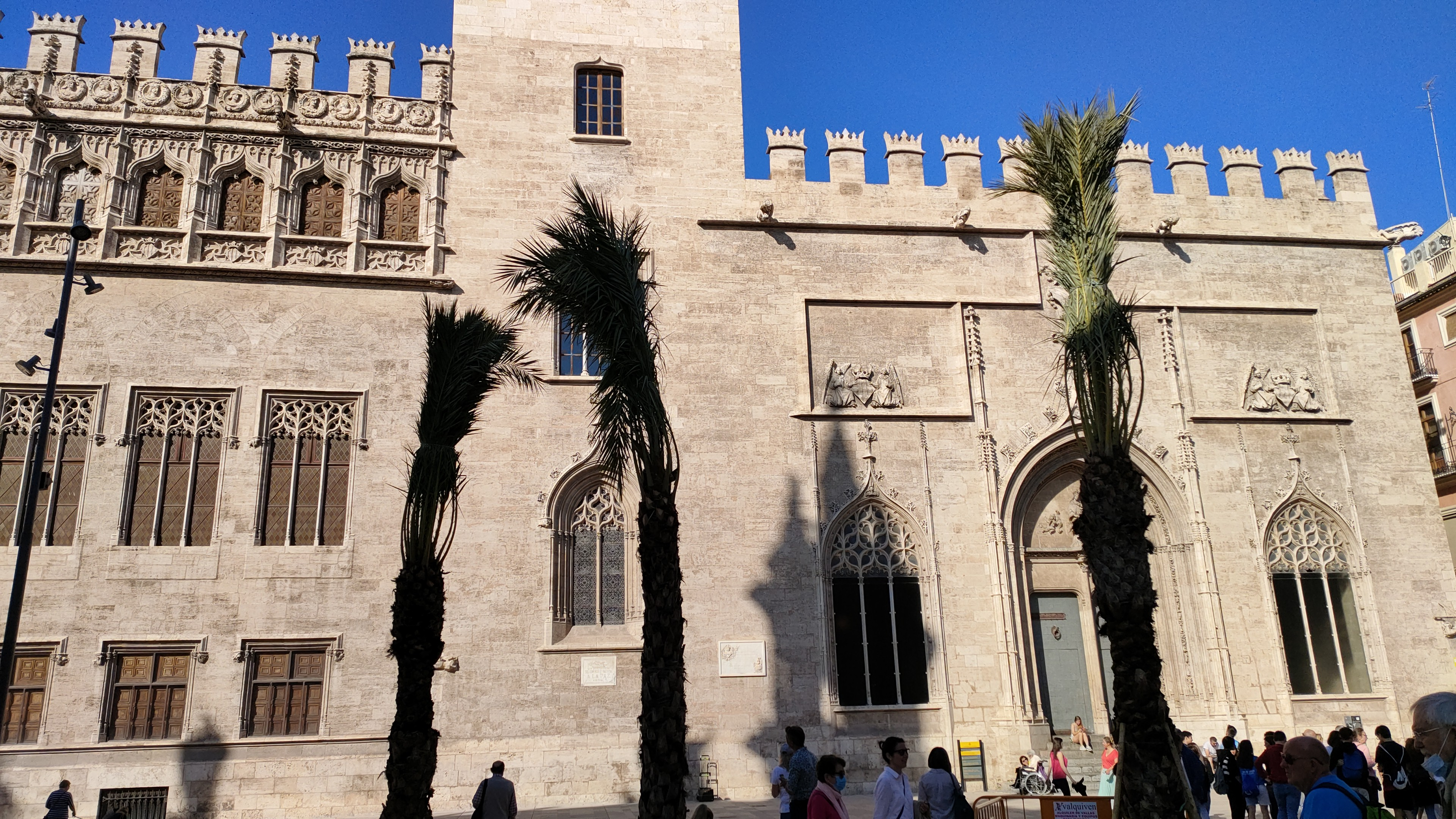
Lonja de la Seda de Valencia

Las lonjas son edificios municipales de carácter monumental destinados a las reuniones de los comerciantes y a los asuntos mercantiles en sentido amplio. Son los edificios seculares donde la arquitectura gótica alcanzó las realizaciones más rotundas, del todo singulares en el panorama europeo. Pedro el Ceremonioso autorizó la construcción de una gran sala cerrada que Pere Arvei levantó entre 1384 y 1397 en un porche construido junto a la playa entre 1352 y 1357 por Pere Llobet, convirtiéndose en el modelo para las siguientes que se levantarían. Las más importantes son las de Barcelona, Palma, Perpiñán y Valencia. Tanto la balear como la valenciana son fábricas del siglo XV mucho más elaboradas arquitectónica y escultóricamente, constituidas por un solo bloque, ocupado por una gran sala de bóvedas de crucería generadas por columnas helicoidales, y cerradas por lienzos con grandes ventanales de elaborada tracería.

### Hospitales

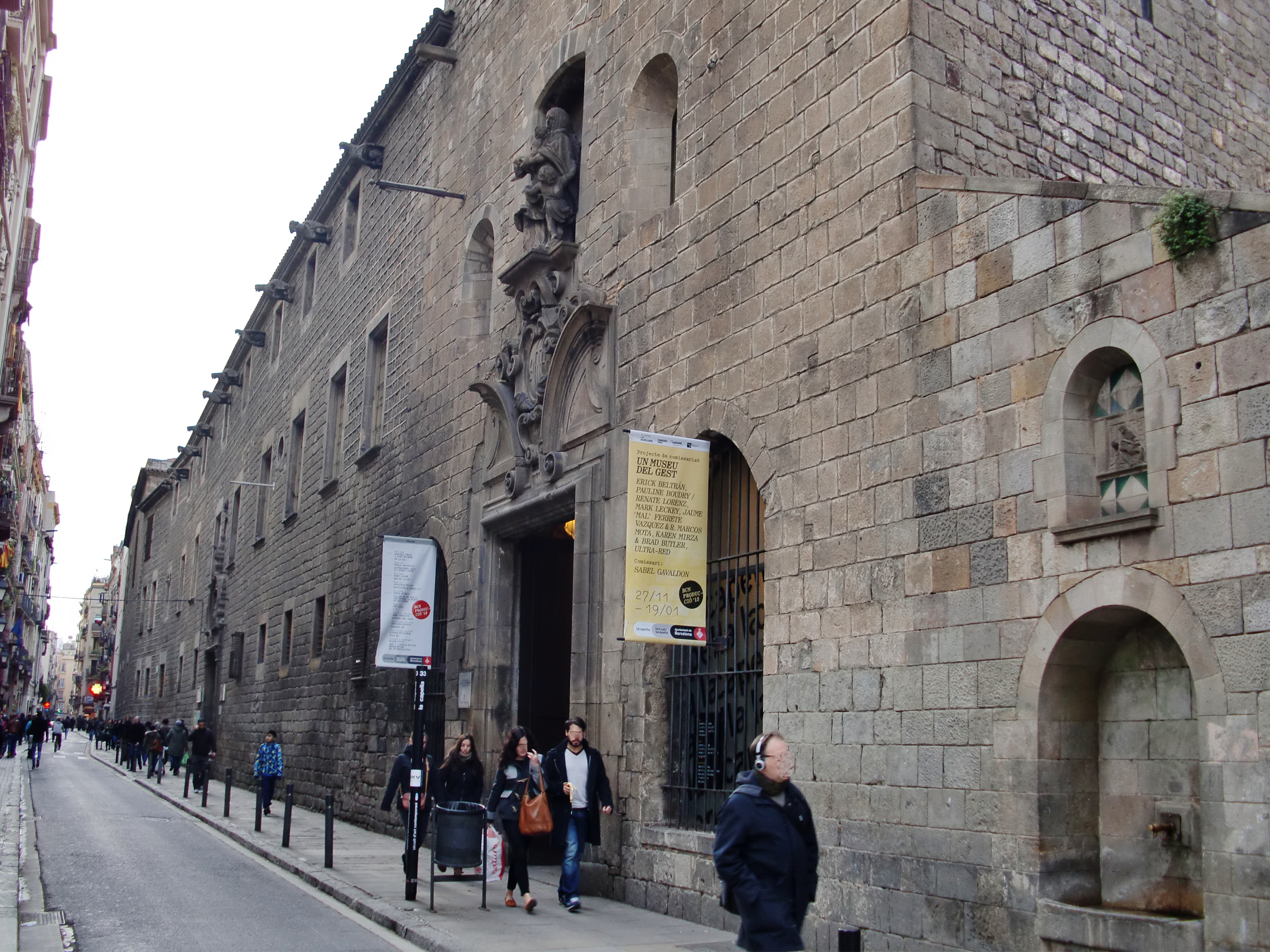
Hospital de la Santa Creu (iniciado en 1402) de Barcelona

Menos singulares arquitectónicamente fueron los hospitales instituidos en numerosas poblaciones, a menudo con un carácter mixto civil y religioso, que según su importancia desarrollaron programas constructivos de mayor o menor ambición. Entre estos equipamientos se encuentran los de Lérida, Montblanch o Solsona del siglo XV y construidos a la manera de los casales patricios de cuatro alas en torno a un patio. Otra tipología se había desarrollado desde el siglo XIV o antes, consistente en naves de gran altura y arcos de diafragma, que podía ser sencillamente de sala única u organizada en alas alrededor de un patio como en el gran complejo barcelonés de la Santa Creu, empezado a obrar hacia el 1400 e inacabado, donde las grandes salas se levantaron sobre una planta baja cubierta con bóvedas de ladrillo plano y dotada de un bello claustro alrededor.

### Astilleros

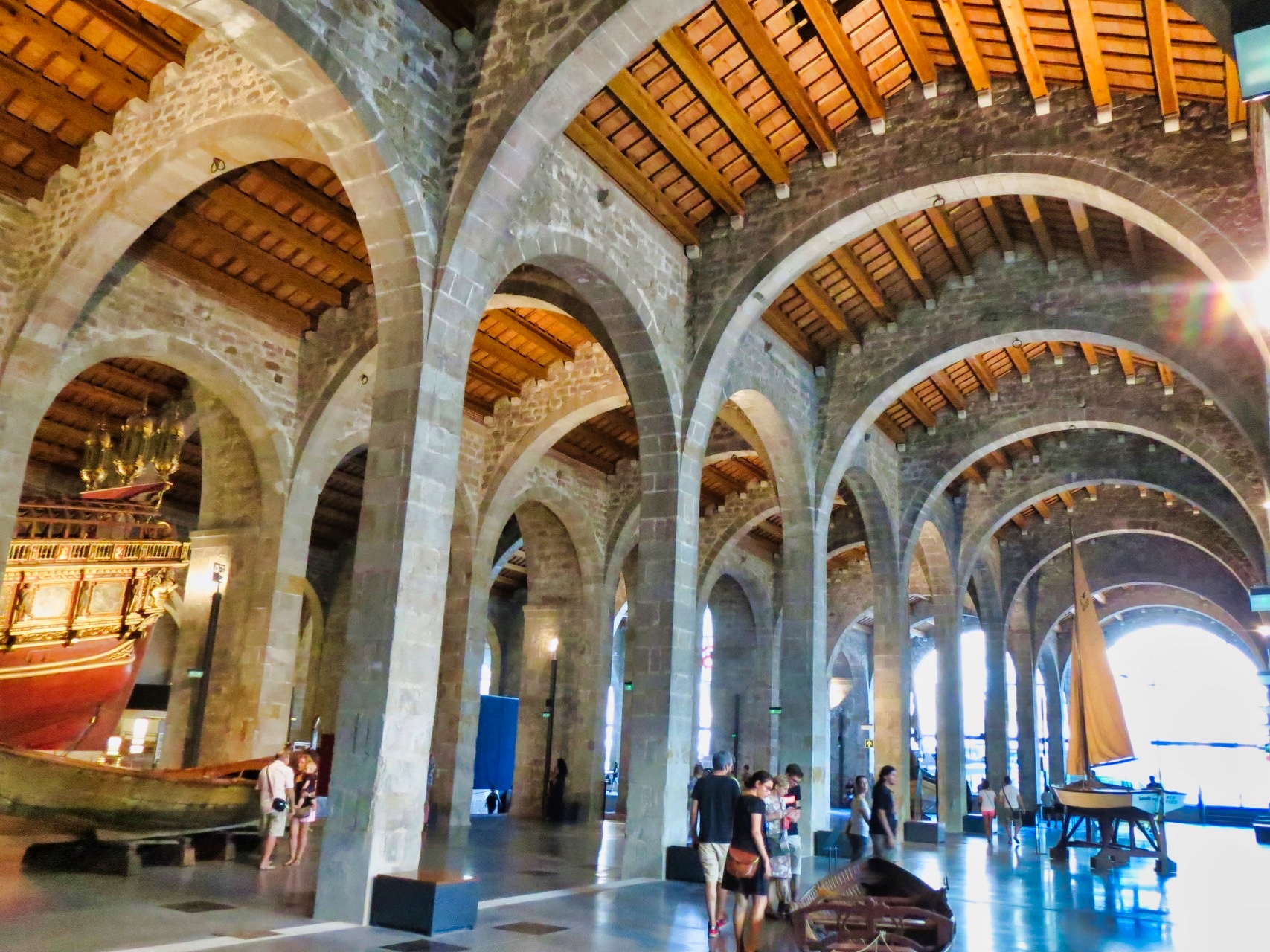
Astilleros Reales de Barcelona

Otra de las creaciones góticas mayores, excepcional en el contexto mediterráneo aunque con una instalación análoga en las Atarazanas del Grao de Valencia, es el arsenal o Atarazanas Reales de Barcelona. De inicio estaba constituida por un vasto patio abierto que, rodeado por un muro con torres en los ángulos, estaba ocupado por instalaciones efímeras en el interior. En este espacio empezaron a construirse avanzado el siglo XIV, y hasta cubrirlo todo, una serie de naves paralelas comunicadas por grandes arcadas con pilares que reciben al mismo tiempo los arcos de diafragma de sostenimiento de los tejados a doble vertiente que rítmicamente cierran el espacio, con un gran efecto plástico. El primitivo recinto fue objeto de sucesivas ampliaciones desde el siglo XV y hasta los siglos siglo XVII y siglo XVIII, que siguieron siempre la formulación gótica inicial.

### La vivienda urbana

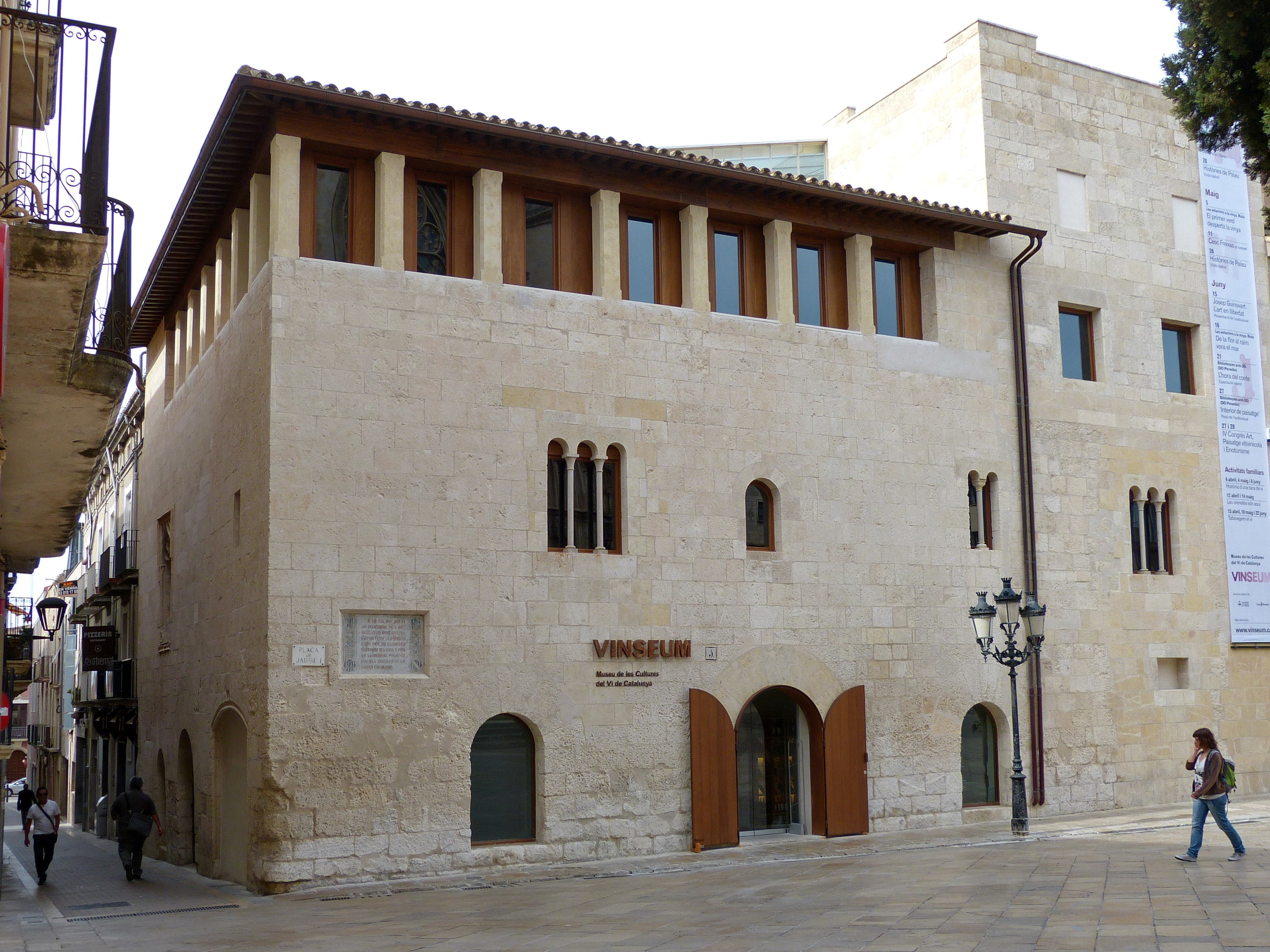
Palacio Real de Villafranca del Panadés (s. XII-XIII), hoy sede del Museo de las Culturas del Vino de Cataluña (VINSEUM).

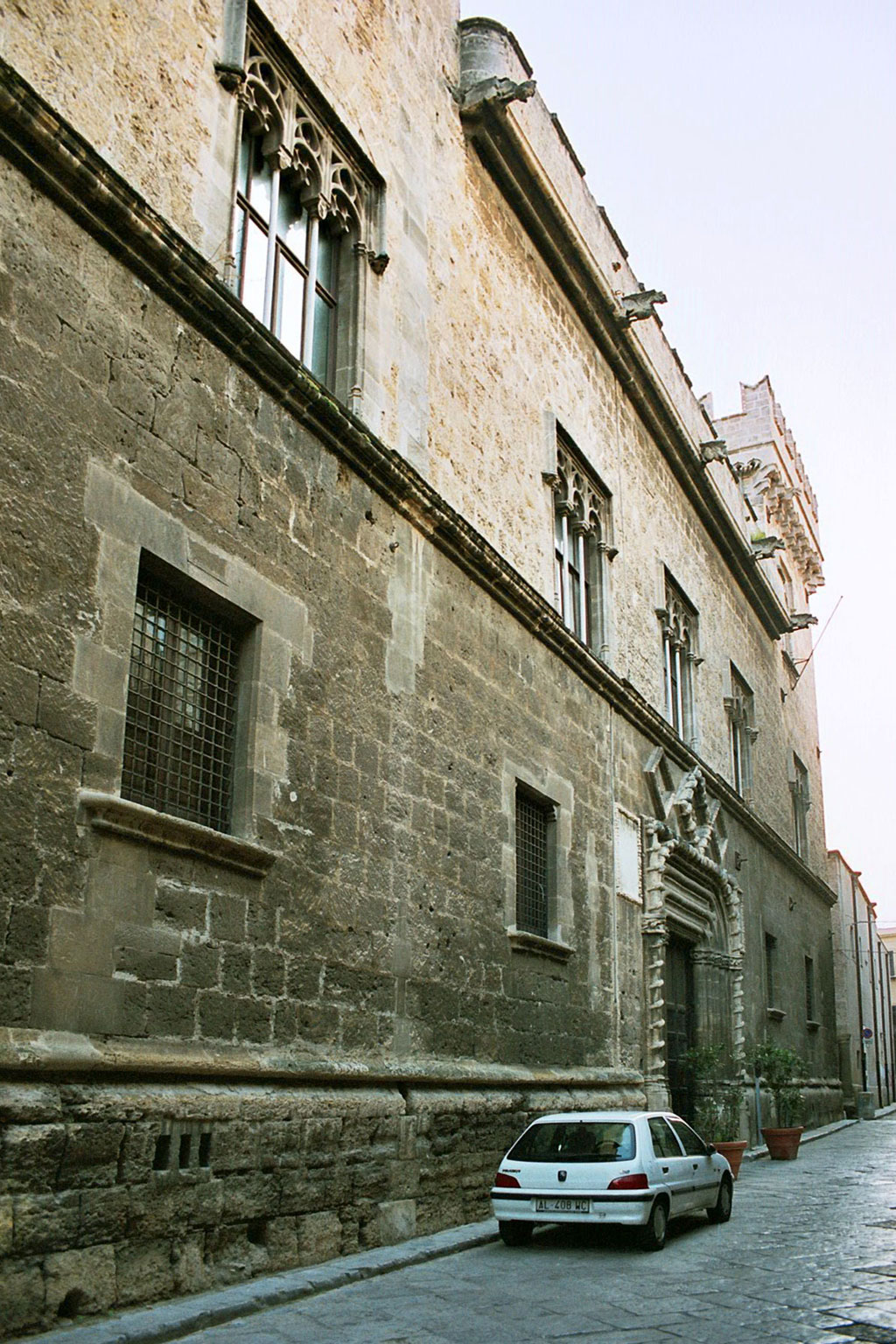
Palazzo Abatellis (1495) de Palermo, obra de Matteo Carnilivari

La vivienda urbana se desarrolló en diferentes tipologías residenciales, desde las más simples hasta los singulares y monumentales casales patricios, convertidos en emblemáticos de la obra civil gótica. Estas casas diferían notablemente del resto de construcción urbana, formada por un abrumador predominio, tanto en los núcleos mayores como en las pequeñas villas, de viviendas humildes hechas de un solo bloque de planta rectangular y disposición paralela o perpendicular a la calle, con dos o tres plantas de altura. Los más enriquecidos se embellecieron con los característicos portales de punto redondo y alguna ventana ojival ornamentada. Bien diferentes fueron las mencionadas residencias patricias, excepcionalmente constituidas por diferentes bloques de edificación que hasta cuatro se articulaban en torno a un patio central, dotado de una escalera monumental que llevaba a la planta primera o principal. En este nivel se ubicaban elegantes galerías de arcadas, que relacionaban las diferentes alas y daban a los patios una singular belleza. Este tipo residencial se encuentra en formulaciones de un gótico lleno a barroco, en todas las grandes ciudades catalanas y en las de otros países mediterráneos sometidos al influjo de la Casa de Barcelona. Entre los más destacados exponentes se encuentran los casales de las calles barcelonesas de Lledó y Montcada, la Casa Julià de Perpiñán, el llamado Palacio Real de Villafranca del Panadés —ahora sede del Museo de las Culturas del Vino de Cataluña (VINSEUM)—, los palacios del Almirante y de en Bou en Valencia, el Palazzo Abatellis de Palermo o el Palacio Bellomo de Siracusa.
Todos muestran una formalización común de la fachada principal, enmarcada por un rectángulo apaisado, donde los macizos dominaban sobre los vacíos y la tendencia a la simetría no llegaba nunca a imponerse. La piedra picada daba nobleza al muro, sin apenas más decoración que algunos elementos esculturales en las aberturas. La planta baja era solemnizada por el portal redondo adovelado, acompañado de pocas y pequeñas aberturas. La planta noble presentaba siempre una serie de ventanas coronelas de dos, tres y, excepcionalmente, cuatro falsos arquillos tallados en un dintel sostenido por columnillas. Por encima y debajo de la extensa vertiente del tejado estaba la buhardilla o porche con pilares o arquillos. Muy a menudo en un extremo surgía el cuerpo de una torre poco elevada por encima de la cumbrera. La cubierta de teja árabe rompía, con cromatismo tostado, la dominancia de los grises o dorados tonos pétreos de la fachada.